# Rihanna
Robyn Rihanna Fenty (Parroquia de Saint Michael, 20 de febrero de 1988), conocida simplemente como Rihanna, es una empresaria, cantante, compositora, actriz y diseñadora barbadense. Fue criada en Bridgetown, Barbados, y comenzó su carrera cuando hizo una audición para el productor de discos estadounidense Evan Rogers en 2003, quien la invitó a los Estados Unidos para grabar cintas de demostración. Después de firmar con Def Jam en 2005, pronto obtuvo reconocimiento con el lanzamiento de sus dos primeros álbumes de estudio, Music of the Sun (2005) y A Girl Like Me (2006), ambos influenciados por la música caribeña y alcanzaron su punto máximo dentro de los diez primeros puestos de la lista Billboard 200 de Estados Unidos.
El tercer álbum de Rihanna, Good Girl Gone Bad (2007), incorporó elementos de dance pop y estableció su estatus como símbolo sexual en la industria de la música. El sencillo «Umbrella», que encabezó las listas de éxitos, le valió a Rihanna su primer premio Grammy y la catapultó al estrellato mundial. Continuó mezclando géneros pop, dance y R&B en sus siguientes álbumes de estudio, Rated R (2009), Loud (2010), Talk That Talk (2011) y Unapologetic (2012), el último de los cuales se convirtió en su primer número uno en Billboard 200. Los álbumes generaron una serie de sencillos que encabezaron las listas de éxitos, incluidos «Rude Boy», «Only Girl (In the World)», «What's My Name?», «S&M», «We Found Love», «Where Have You Been» y «Diamonds». Su octavo álbum, Anti (2016), mostró un nuevo control creativo tras su salida de Def Jam. Se convirtió en su segundo álbum número uno en los Estados Unidos y contó con el sencillo «Work» que encabezó las listas de éxitos. Durante su carrera musical, Rihanna ha colaborado con muchos artistas, como Drake, Britney Spears, Adam Levine, Chris Brown, Coldplay, Ne-Yo, Jay-Z, Kanye West, Eminem, Paul McCartney y Shakira.
Con ventas de más de 250 millones de discos y sencillos en todo el mundo, Rihanna es la segunda artista musical femenina con mayores ventas de todos los tiempos. Ha obtenido 14 números uno y 31 sencillos entre los diez primeros en los Estados Unidos y 30 entradas entre los diez primeros en el Reino Unido. Sus reconocimientos incluyen 9 premios Grammy, 13 American Music Awards (incluido el Icon Award, por su trayectoria y contribución al mundo de la música), 12 Billboard Music Awards, siete MTV Video Music Awards (incluido el Michael Jackson Video Vanguard Award, un reconocimiento entregado a músicos que han tenido un profundo impacto en la denominada «cultura MTV», a través de su discografía y videografía) seis Guinness World Records y el premio del presidente de la NAACP. Spotify le otorgó el título de la artista femenina más escuchada de todos los tiempos. La revista Billboard la nombró «artista digital» de la década de 2000, «artista Hot 100» de la década de 2010 y «artista mainstream» más importante de los últimos 20 años. En 2023, fue incluida en el puesto número 68 de la lista «Los 200 mejores cantantes de todos los tiempos» de la revista Rolling Stone. Es considerada por dos medios de comunicación estadounidense como la artista musical más influyente y exitosa del siglo XXI. Time la nombró una de las 100 personas más influyentes del mundo en 2012 y 2018. Forbes la ubicó entre las diez celebridades mejor pagadas en 2012 y 2014. A partir de 2022, es la música femenina más rica, con un patrimonio neto estimado de $1.4 mil millones.
Aparte de la música, Rihanna es conocida por su participación en causas humanitarias, proyectos empresariales y la industria de la moda. Es la fundadora de la organización sin fines de lucro Clara Lionel Foundation, la marca de cosméticos Fenty Beauty y la casa de moda Fenty bajo LVMH; ella es la primera mujer negra en encabezar una marca de lujo para LVMH. Rihanna también se ha aventurado en la actuación, apareciendo en papeles importantes en Battleship (2012), Home (2015), Valerian and the City of a Thousand Planets (2017) y Ocean's 8 (2018). Fue nombrada embajadora de educación, turismo e inversión por el Gobierno de Barbados en 2018, y fue declarada Héroe Nacional de Barbados el primer día de la república parlamentaria del país en 2021, lo que le da derecho a usar el prefijo honorífico «The Right Excelente» de por vida. Rihanna encabezó el espectáculo de medio tiempo del Super Bowl LVII el 12 de febrero de 2023.

## Biografía

### 1988-2003: Primeros años de vida
Robyn Rihanna Fenty nació el 20 de febrero de 1988 en Saint Michael, Barbados, hija de la contable Mónica Braithwaite y del supervisor de almacén Ronald Fenty. Posee ascendencia afrobarbadense, afroguyanesa e irlandesa. Rihanna tiene dos hermanos, Rorrey y Rajad Fenty, dos medias hermanas y un medio hermano de su padre, cada uno de ellos de diferentes madres. Creció en un bungaló de tres habitaciones en Bridgetown y vendió ropa con su padre en un puesto en la calle. Su infancia se vio profundamente afectada por el alcoholismo y la adicción al crack  de su padr, lo que produjo tensiones en el matrimonio de sus padres. Su padre solía golpear a su madre y ella trataba de interponerse entre ellos para detener las peleas.

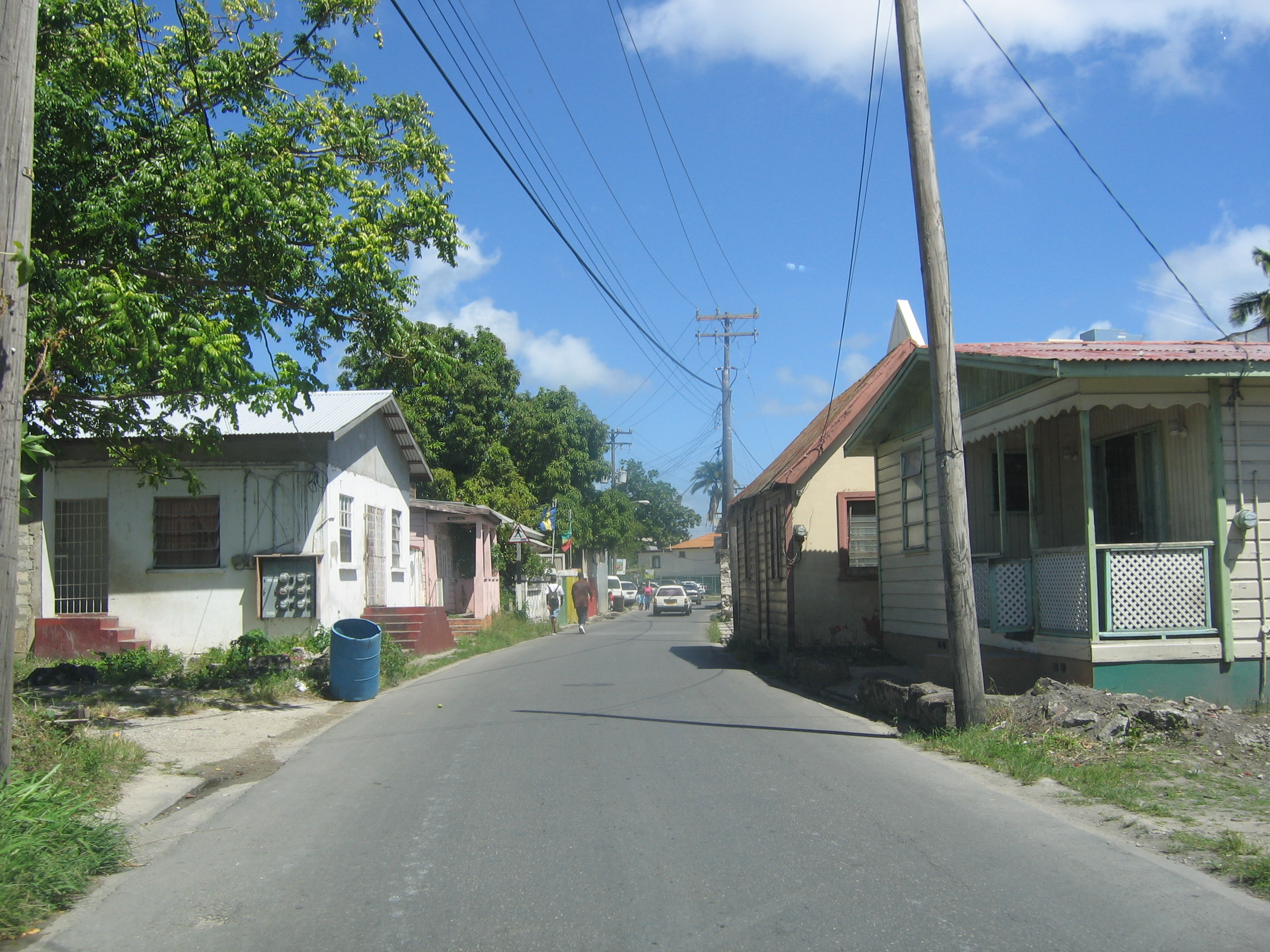
Rihanna creció en la Parroquia de Saint Michael en Bridgetown, Barbados.

Cuando era niña, constantemente le hacían tomografias computarizadas por los terribles dolores de cabeza que sufría: «Los médicos incluso pensaron que era un tumor, porque era tan intenso». Cuando tenía 14 años, sus padres ya se habían divorciado y su salud comenzó a mejorar. La cantante creció escuchando música reggae. Asistió a la Escuela Primaria Charles F. Broome Memorial y a la Escuela Secundaria Combermere, donde estudió junto a los futuros jugadores internacionales de cricket Chris Jordan y Carlos Brathwaite. Rihanna fue cadete del ejército en un programa submilitar, donde la cantante y compositora Shontelle era su sargento. Aunque inicialmente quería graduarse, luego eligió seguir su carrera musical.
En 2003, Rihanna formó un trío musical con dos de sus compañeros de clase. Fue descubierta en su país natal por el productor musical Evan Rogers. Se conocieron en diciembre de 2003 a través de amigos de la mujer de Rogers y Rihanna. Mientras la pareja se encontraba de vacaciones en Barbados, una amiga de Rihanna le dijo a la mujer de Rogers que esta aspiraba a ser cantante. Sin un nombre o material discográfico, el «girl group» logró una audición con Evan Rogers. Rogers comentó: «el momento en que Rihanna entró a la habitación, fue como si las otras dos chicas no existiesen». Durante la audición Rihanna cantó «Emotion» de Destiny's Child y «Hero» de Mariah Carey. Impresionado, Rogers programó una segunda reunión pero con la madre de Rihanna presente. Después, el productor musical la invitó a su ciudad natal, en Estados Unidos, para grabar una maqueta que sería enviada a distintos sellos discográficos. Más tarde grabó la maqueta interrumpidamente, debido a que solo podía grabar al terminar las clases. «Pon de Replay» y «The Last Time» fueron dos de las canciones grabadas para la maqueta y que finalmente fueron incluidas en su álbum debut, Music of the Sun.

### 2005-2006: Inicios y primeros éxitos
En 2004, Rihanna ganó el concurso de talentos y certamen de belleza de la secundaria Combermere. Se la reconoció como la más fotogénica y la mejor vestida del certamen. Antes de completar sus maquetas firmó con SRP, compañía de Evan Rogers y el productor de Carl Sturken. Allí le asignaron un abogado y un mánager. A finales de 2004, su maqueta fue distribuida a varios sellos discográficos alrededor de todo el mundo. Su maqueta fue recibida en Def Jam Recordings, donde Jay Brown, un ejecutivo A&R, fue uno de los primeros en escucharla. Brown le hizo llegar la maqueta al rapero Jay-Z, quien recientemente había sido nombrado presidente y CEO de Def Jam. Cuando Jay Z escuchó por primera vez la canción «Pon de Replay», sintió que era una gran canción y demasiado para ella. A pesar de mostrarse escéptico, invitó a Rihanna a una audición para el sello. En febrero de 2005, Rihanna hizo una audición en Nueva York, donde Jay-Z le presentó a L.A. Reid. En la audición cantó «For the Love of You» de Whitney Houston, así como las canciones «Pon de Replay» y «The Last Time». Después de cantar «Pon de Replay», Jay-Z estaba absolutamente seguro que la quería en Def Jam. L.A. Reid también quedó impresionado con su audición. Reid le dijo a Jay-Z que no dejara a Rihanna salir sin que firmara con la discográfica. Finalmente Jay-Z y su equipo llegaron a un acuerdo de grabación de seis discos. Rihanna esperó en la oficina de Jay-Z hasta las tres de la mañana para que los abogados redactaran un contrato, porque querían evitar que firmara con otra compañía discográfica.
Recordando la audición y la reunión con Jay-Z, Rihanna explicó: «la primera vez que llegamos, estaba temblando. Nunca había conocido a una celebridad, tener una audición y reunión al mismo tiempo... estaba histérica. Pero el momento que entre en la oficina, fue totalmente diferente, el ambiente era muy cálido y amable, el nerviosismo se fue de inmediato». Rihanna canceló las reuniones con otras discográficas y se trasladó desde Barbados a Estados Unidos a vivir con Rogers y su mujer. Durante ese tiempo, Reid y Jay-Z firmaron a otra artista llamada Teairra Mari y el cantautor Ne-Yo. El sello discográfico llevó a cabo un evento para presentar a sus artistas más recientes, en donde Rihanna, Mari y Ne-Yo cantaron.
Después de firmar con Def Jam, Jay-Z y su equipo hicieron el A&R para el álbum debut de Rihanna. Posteriormente pasaron los siguientes tres meses grabando y completando su primer material discográfico. Trabajó con diferentes productores, principalmente con Rogers y su socio de producción Carl Sturken. «Pon de Replay» fue elegido como el primer sencillo, ya que parecía ser la canción más adecuada para el verano. En mayo de 2005, «Pon de Replay» fue lanzado obteniendo éxito en muchas listas musicales alrededor del mundo. Alcanzó los primeros cinco puestos en quince países, incluyendo el número dos en el Billboard Hot 100 y el UK Singles Chart. La canción se convirtió en un gran éxito en los clubes de Estados Unidos, alcanzando el número uno en la lista Hot Dance Club Songs. Fue descrito como «un pedazo de amapola del dancehall y reggae con pedazos de jazz» por la revista Rolling Stone. Ese mismo mes apareció en la canción «The One» con el rapero Memphis Bleek para el álbum 534.
Music of the Sun fue lanzado en agosto de 2005. Debutó en el número diez en el Billboard 200 y recibió una certificación de oro por la Recording Industry Association of America (RIAA), que denota los envíos de más de 500 000 unidades. El álbum vendió más de dos millones de copias en todo el mundo. Music of the Sun recibió críticas mixtas; Rolling Stone le dio dos estrellas y media de cinco. Describió el álbum como carente de repeticiones, ingenio y ritmo. Sal Cinquemani de Slant Magazine describió el álbum como un exceso de R&B juvenil y su primer sencillo como una mezcla de dancehall y pop que le debe mucho de su sudor a «Baby Boy» de Beyoncé. Se promocionó el disco cantando en la pre-gala de los MTV Video Music Awards de 2005 y en el KIIS-FM Jingle Ball. El segundo sencillo, «If It's Lovin' that You Want», no tuvo tanto éxito como su predecesor, pero llegó a los diez primeros puestos de listas en Australia, Irlanda y Nueva Zelanda. Además de su trabajo en la música, Rihanna hizo su debut actoral en un cameo en la exitosa película directa a DVD Bring It On: All or Nothing, estrenada en agosto de 2006.
Un mes después del lanzamiento de su primer álbum, Rihanna comenzó a trabajar en su segundo álbum de estudio. A Girl Like Me fue lanzado en abril de 2006. El álbum fue un éxito comercial, posicionándose en los diez primeros puestos en trece países. Alcanzó el número uno en Canadá y el número cinco en Reino Unido y Estados Unidos. En este último vendió 115 000 copias en su primera semana. Su primer sencillo, «SOS», fue un éxito internacional alcanzando las primeras cinco posiciones en once países, incluyendo Canadá, Alemania, Nueva Zelanda y el Reino Unido. La canción alcanzó el número uno en el Billboard Hot 100 y en Australia. «Unfaithful», el segundo sencillo, alcanzó los primeros diez en dieciocho países, incluyendo el número uno en Canadá y Suiza. «We Ride» y «Break It Off», este último con Sean Paul, también fueron lanzados como sencillos. Después del lanzamiento del álbum, Rihanna comenzó su primera gira, Rihanna: Live In Concert Tour.

### 2007-2010: Nueva imagen y fama mundial

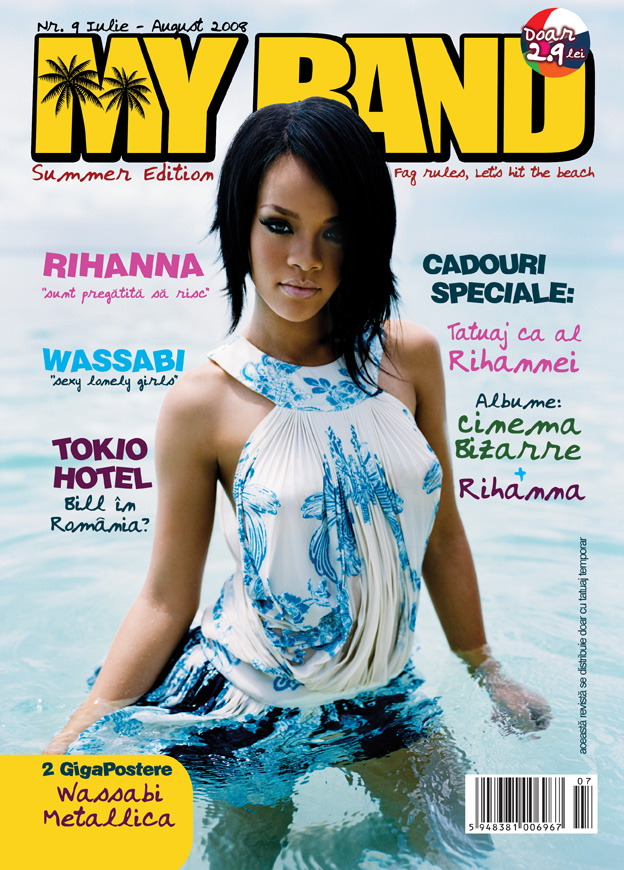
Para su tercer álbum de estudio la cantante reinventó su imagen con un corte de cabello inspirado en el personaje de Charlize Theron en la película Aeon Flux.

A principios de 2007, Rihanna comenzó a trabajar en su tercer álbum de estudio Good Girl Gone Bad. Se movió hacia una nueva dirección musical a través de canciones dance producidas por Timbaland, will.i.am y Sean Garrett. El material discográfico fue lanzado en mayo de 2007. Se posicionó en el número dos en Australia y los Estados Unidos, y encabezó las listas en varios países, incluyendo Brasil, Canadá, Irlanda, Japón, Rusia y el Reino Unido. Good Girl Gone Bad, hasta el momento, había recibido las críticas más positivas de su carrera. El primer sencillo, «Umbrella», encabezó las listas en trece países. Se mantuvo en el número uno, en el Reino Unido. durante diez semanas consecutivas siendo el sencillo de más larga duración en la posición desde la década de los noventa. Fue el primer sencillo de Rihanna en aparecer entre sencillos más vendidos en el mundo, con más de 6 600 000 de copias. Las canciones «Shut Up and Drive», «Hate That I Love You» (con Ne-Yo) y «Don't Stop the Music» también fueron lanzados como sencillos. En apoyo del álbum Rihanna comenzó el Good Girl Gone Bad Tour en septiembre de 2007, con 80 shows entre Norteamérica y Europa. Rihanna fue nominada para varios Premios Grammy en 2008, ganando mejor colaboración de rap/cantada.
A lo largo de 2008, Rihanna se unió al Glow in the Dark Tour junto a Kanye West, Lupe Fiasco y N.E.R.D. Lanzó Good Girl Gone Bad: Reloaded con tres canciones adicionales: «Disturbia» que fue número uno en el Billboard hot 100 igual que «Take a Bow» y «If I Never See Your Face Again» (con Maroon 5). Posteriormente las tres canciones fueron lanzados como sencillos. A finales de 2008 lanzó Good Girl Gone Bad: The Remixes. Colaboró con el rapero T.I. en la canción «Live Your Life». El sencillo alcanzó los diez primeros puestos en trece países, llegando número uno en el Billboard Hot 100. Rihanna actuó como el personaje central en el video musical del sencillo «Paranoid», de Kanye West. También colaboró con Jay-Z y Kanye West en «Run This Town». La canción alcanzó el número dos en el Billboard Hot 100 y alcanzó los primeros diez puestos en otros diez países.

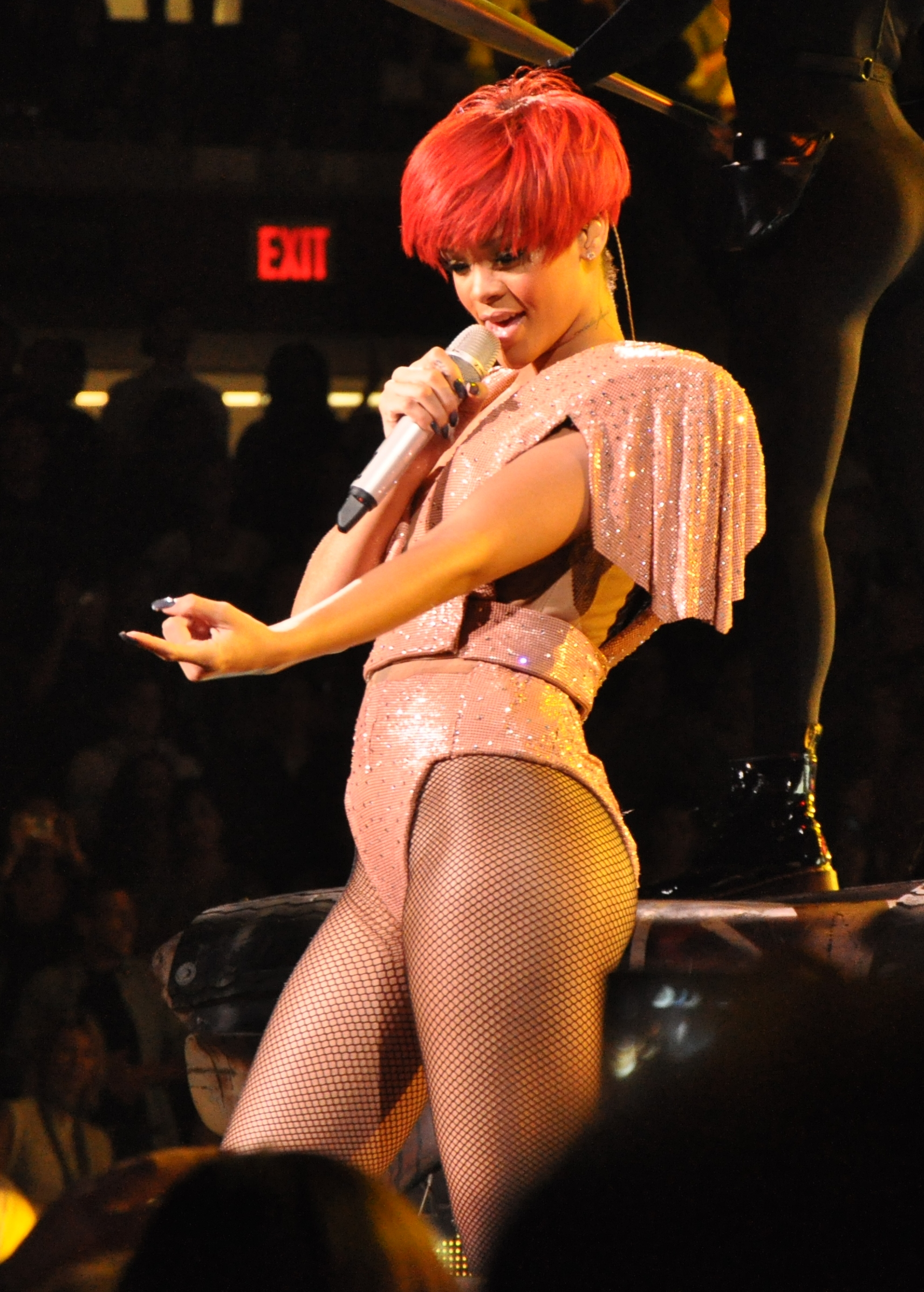
Rihanna cantando «Hard» en su gira The Last Girl On Earth Tour en 2010.

En 2009, Rihanna comenzó a trabajar en su cuarto álbum de estudio, Rated R. El disco fue lanzado en noviembre de 2009, y fue descrito por la revista Rolling Stone como uno de los mejores discos pop del año. El álbum debutó en el número cuatro en el Billboard 200 y fue certificado platino por la RIAA por el envío de más de un millón de copias. Su primer sencillo, «Russian Roulette», alcanzó el número uno en Noruega y Suiza. También entró entre los primeros diez puestos en dieciséis países. El segundo sencillo, «Hard», fue lanzado en los Estados Unidos solamente. Sin embargo, además de llegar a los diez primeros en el país, también entró en listas musicales de otros países como Australia, Canadá, Nueva Zelanda y el Reino Unido. «Rude Boy», se convirtió en el mayor éxito del álbum, encabezó la lista Billboard Hot 100 durante cinco semanas. Dos otros sencillos fueron lanzados «Rockstar 101» y «Te Amo». Ninguno de los dos emuló el éxito de su predecesor. Rated R: Remixed fue lanzado en la primavera de 2010 y contó con diez canciones remixes del álbum, hechas por Chew Fu. Posteriormente, con sobre 57 espectáculos, Rihanna comenzó la gira The Last Girl On Earth Tour.
En el verano de 2010, Rihanna colaboró con el rapero Eminem en el tema «Love the Way You Lie». La canción alcanzó el número uno en más de veinte países. Fue el séptimo número uno, de Rihanna, en los Estados Unidos convirtiéndola en la quinta artista femenina con más números uno en el Hot 100. Alcanzó el número dos en el Reino Unido y se convirtió en la canción más vendida de 2010 en ese país. Colaboró en la canción «All of the Lights» junto a John Legend, The-Dream, Elly Jackson, Alicia Keys, Fergie, Kid Cudi, y Elton John.
Loud, su quinto álbum de estudio, fue lanzado en noviembre de 2010. Su primer sencillo «Only Girl (In the World)», alcanzó el número uno en quince países, entre ellos: Australia, Canadá, Reino Unido y los Estados Unidos. El segundo sencillo del álbum, «What's My Name?» (con Drake) también se posicionó en el número uno en los Estados Unidos y el Reino Unido. En este último, Rihanna fue la primera artista femenina en tener cinco sencillos número uno en cinco años consecutivos. La canción alcanzó el número uno en el Billboard Hot 100 antes que «Only Girl (In the World)», siendo la primera vez en la historia de la lista que el primer sencillo alcanza dicha posición después del segundo. El tercer sencillo, «S&M», alcanzó el número uno en los Estados Unidos después de la publicación de su remix con Britney Spears. Fue el décimo número uno de Rihanna en el Hot 100, empatando con Janet Jackson en el cuarto lugar de las solistas femeninas con más números uno. Con solo cuatro años, once meses y dos semanas entre el primero y décimo número uno en la lista, Rihanna estableció un récord como el artista que más rápido ha logrado diez canciones números uno.

### 2011-2012: Continuo éxito musical y debut en el cine
En febrero de 2011, «Only Girl (In the World)», ganó el premio a la Mejor grabación dance en los Premios Grammy. «Cheers (Drink to That)» fue lanzado como el sexto y último sencillo del álbum, alcanzando los veinte primeros en el Reino Unido y en los diez primeros en los Estados Unidos. En junio de 2011, Rihanna comenzó su gira Loud Tour con diez noches completamente vendidas en el The O2 Arena en Londres. Se convirtió en la artista femenina con más espectáculos vendidos en la historia del lugar. La gira fue la séptima gira más taquillera del año en todo el mundo. Los tres últimos conciertos, en Londres, fueron filmados para el álbum de vídeo titulado Loud Tour Live at the O2. En octubre de 2011 fue lanzada como sencillo la canción «Fly» de Nicki Minaj junto a Rihanna.
Talk That Talk fue lanzado en noviembre de 2011. El álbum debutó en el número tres en el Billboard 200 con ventas de 198 000 copias y el número uno en el Reino Unido, vendiendo 163 000. El primer sencillo, «We Found Love», encabezó las listas en veintisiete países de todo el mundo, entre los diez primeros en treinta países y rompió varias marcas en todo el mundo. Encabezó el Billboard Hot 100 durante diez semanas no consecutivas, convirtiéndose en el sencillo de la cantante con más semanas en el número uno y el número uno de más larga duración de 2011. Más tarde la canción fue nombrada en el puesto veinticuatro en la lista de los más grandes éxitos de todos los tiempos en el Hot 100. «You Da One» y la canción principal del álbum, con Jay-Z, se lanzaron como segundo y tercer sencillo, con un éxito moderado. «Where Have You Been», el quinto sencillo, se ubicó con éxito en todo el mundo, alcanzando el número cinco en los Estados Unidos y el número seis en el Reino Unido. «Cockiness (Love It)» fue lanzado como el sexto y último sencillo del álbum en una forma remezclada con el rapero ASAP Rocky.
A principios de 2012, se lanzaron dos colaboraciones con Rihanna: «Princess of China» de Coldplay, de su álbum Mylo Xyloto, y «Take Care» de Drake, de su álbum del mismo nombre. En febrero de 2012, Rihanna ganó su tercer premio Grammy a la mejor interpretación de rap melódico en los Premios Grammy de 2012 por su colaboración con Kanye West «All of the Lights» y fue votada como la mejor artista solista femenina internacional en los Premios BRIT de 2012 por segundo año consecutivo. Marzo de 2012 vio los lanzamientos simultáneos de dos colaboraciones entre Rihanna y Chris Brown: remixes de su canción «Birthday Cake» y «Turn Up the Music». Las grabaciones recibieron principalmente respuestas negativas debido al historial de violencia doméstica de la pareja. En septiembre de 2012, «We Found Love» ganó el MTV Video Music Awards por Video del Año, convirtiendo a Rihanna en la primera mujer en recibir el galardón más de una vez.

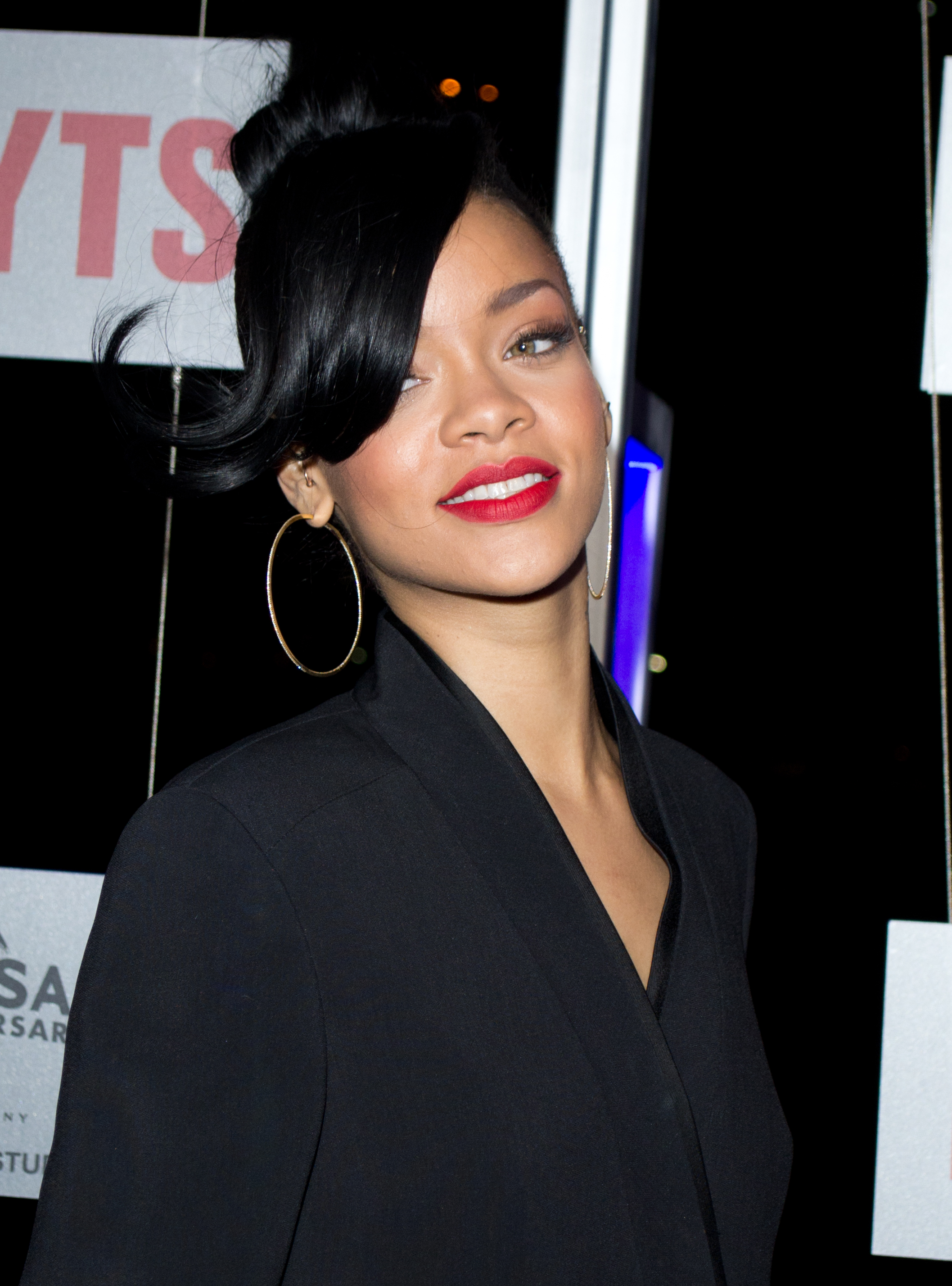
Rihanna en el estreno de la película Battleship en 2012.

Aparte de su trabajo en la música, Rihanna interpretó a la suboficial (GM2) Cora Raikes en la película Battleship, lanzada el 18 de mayo de 2012. Basado libremente en el juego del mismo nombre, tanto la película como la actuación de Rihanna recibieron críticas mixtas a negativas; el New York Times dijo que ella estaba «muy bien en el papel bastante genérico». Por su actuación, Rihanna recibió el premio Golden Raspberry en la categoría peor actriz de reparto y un Teen Choice Awards por actriz revelación. La película contó con un presupuesto de $200 millones y recaudó sobre $312 millones mundialmente.
Rihanna creó y produjo la serie de televisión, Styled to Rock. Fue estrenada, en el Reino Unido, en agosto de 2012 en Sky Living. En la serie, doce concursantes compiten entre sí para crear el mejor traje para uno o más famosos cada semana. Están restringidos por tiempo y materiales. Sus diseños son juzgados y el músico invitado de la semana elige su favorito. Un diseñador es eliminado cada semana. Nicola Roberts, Lysa Cooper y Henry Holland fueron los jueces de la competencia. Styled to Rock consistió de diez episodios, con Rihanna haciendo una aparición especial en el último. Apareció en el documental sobre la cantante de Katy Perry, Katy Perry: Part of Me. El documental se hizo con $13 millones y recaudó $32 millones. El 19 de agosto de 2012, apareció en el primer episodio de la segunda temporada del programa de televisión Oprah's Next Chapter. El episodio es el segundo con más audiencia en la historia del programa.
Antes del lanzamiento de su álbum, Rihanna comenzó el 777 Tour, una gira de siete conciertos en siete países en siete días. Un documental de la gira fue lanzado más tarde.El séptimo álbum de estudio de Rihanna, Unapologetic, fue lanzado en noviembre de 2012. En los Estados Unidos, el álbum debutó en el número uno con ventas de 238 000, siendo el primer álbum de Rihanna que alcanza esta posición en el país. Unapologetic se posicionó número uno en el Reino Unido y Suiza, siendo el tercer y quinto disco en debutar en dicha posición respectivamente. El primer sencillo del álbum, «Diamonds», alcanzó el número uno en más de veinte países de todo el mundo, incluyendo en el Billboard Hot 100. Se convirtió en su duodécimo número uno en la lista, empatando con Madonna y The Supremes en el cuarto lugar de los artistas con más números uno en la historia de la lista. El segundo sencillo, «Stay» (con Mikky Ekko), llegó a los cinco primeros en más de veinte países, incluyendo el número tres en el Billboard Hot 100. «Pour It Up» fue lanzado como el tercer sencillo, alcanzando el número diesinueve en el Hot 100. «Right Now», con David Guetta, fue la cuarta canción lanzada del álbum. Tuvo poco desempeñó comercial debido a la nula promoción de este y la ausencia de un video musical. El quinto y último sencillo del álbum fue «What Now», alcanzando la posición veinticinco en el Billboard Hot 100.

### 2013-2017: Colaboraciones, roles en el cine yAnti

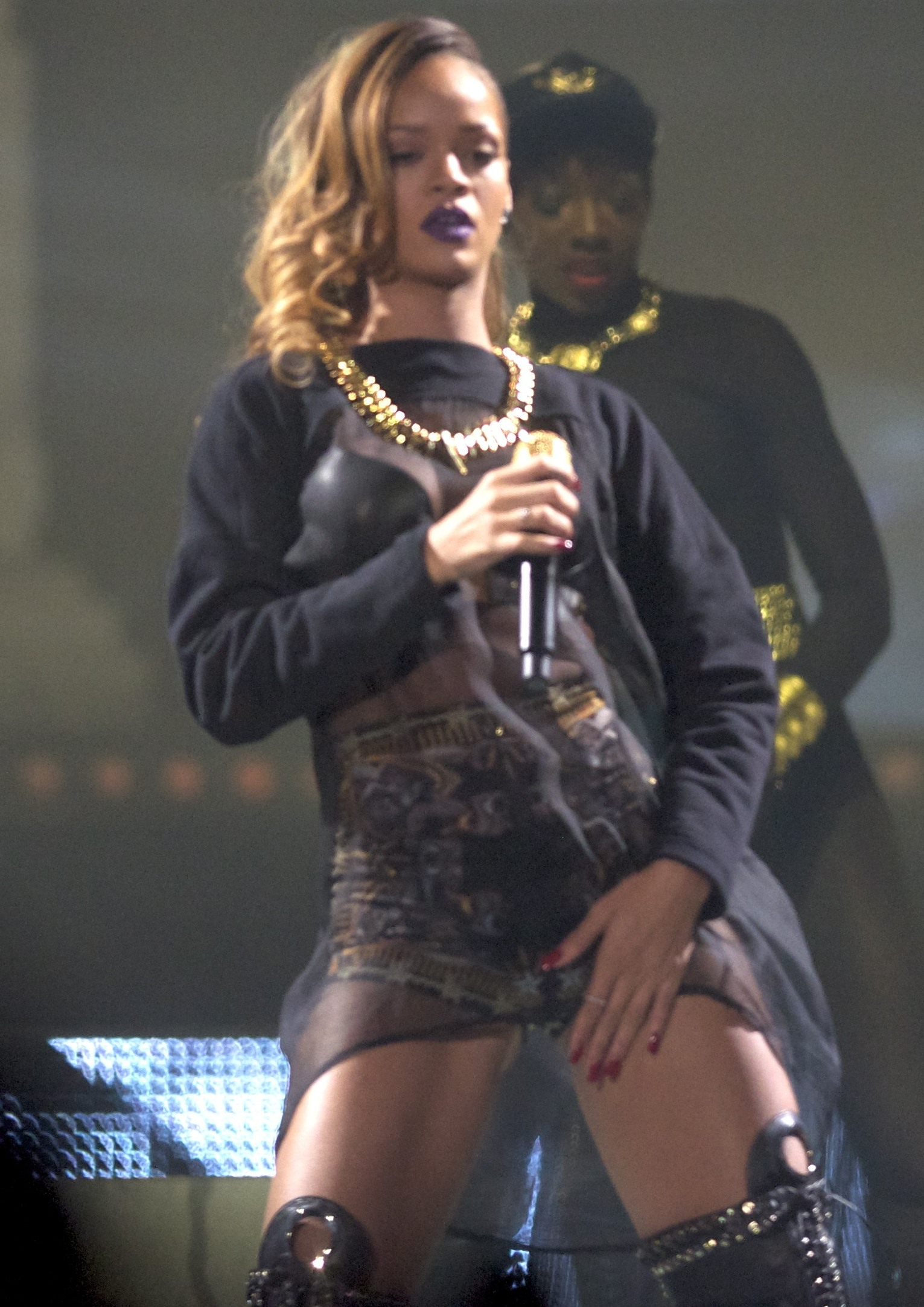
Rihanna cantando en Alemania durante el Diamonds World Tour en 2013.

En febrero de 2013, en la 55.ª edición de los Premios Grammy, Rihanna ganó su sexto premio Grammy, en la categoría mejor video musical versión corta por «We Found Love». La quinta gira de conciertos de la cantante, Diamonds World Tour, comenzó en marzo de 2013, en apoyo a Unapologetic. Ese mismo mes, el artista de hip hop estadounidense Wale lanzó una versión remix de su sencillo «Bad», con Rihanna. En octubre de 2013, Eminem lanzó su colaboración con Rihanna, «The Monster». Con la canción llegando número uno en el UK Singles Chart, Rihanna se unió a Elvis Presley y The Beatles como uno de los tres artistas que han logrado un número uno cada año durante siete años consecutivos. La canción alcanzó el número uno en el Billboard Hot 100, siendo el sencillo número trece de Rihanna en llegar a esa posición, empatándola con Michael Jackson en el tercer puesto de los artistas con más números uno en los cincuenta y cinco años de historia de la lista. Además, Rihanna se convirtió en la artista solista más rápida en lograr trece grandes éxitos, superando el récord anterior de Mariah Carey (siete años, ocho meses y 19 días), con solo The Beatles alcanzando 13 números uno con mayor rapidez.
A mediados de 2013, hizo un cameo en la película This Is the End, dirigida por Seth Rogen y Evan Goldberg. El filme se convirtió en un éxito comercial recaudando $126 millones contra un presupuesto de $32 millones. Además fue recibida positivamente por los críticos de cine con una calificación de 86% en Rotten Tomatoes. La versión estadounidense de Styled to Rock se estrenó el 25 de octubre de 2013 en Bravo. La versión estadounidense contó con Rihanna, Pharrell Williams, Erin Wasson y Mel Ottenberg como jueces de la competencia. La serie tuvo catorce participantes y diez episodios. Más tarde, fue parte del musical Annie, en donde interpretó a la Diosa de la luna en la escena MoonQuake Lake. La adaptación recibió críticas negativas y logró recaudar $133 millones.
El rapero Pitbull reveló durante una entrevista en diciembre de 2013 que la artista que colaboraría en su canción «Timber», originalmente iba a ser Rihanna, sin embargo, afirmó que la cantante estaba trabajando en el primer sencillo del próximo disco de Shakira y no tenía tiempo para grabar «Timber», después el raper cubano-estadounidense mencionado le propuso a esta última cantante mencionada participar en «Timber», pero al final la que participó en la colaboración fue la cantante trinitense Nicki Minaj. El 6 de enero de 2014, Rihanna y Shakira revelaron que el sencillo, «Can't Remember to Forget You», sería lanzado el 13 de enero de 2014. Rihanna y Eminem estuvieron presentándose en Los Ángeles, Nueva Jersey y Detroit como parte la gira The Monster Tour. En mayo de 2014, Rihanna dejó su discográfica Def Jam Recordings para unirse completamente a Roc Nation, discográfica que había representado a la cantante desde octubre de 2010.

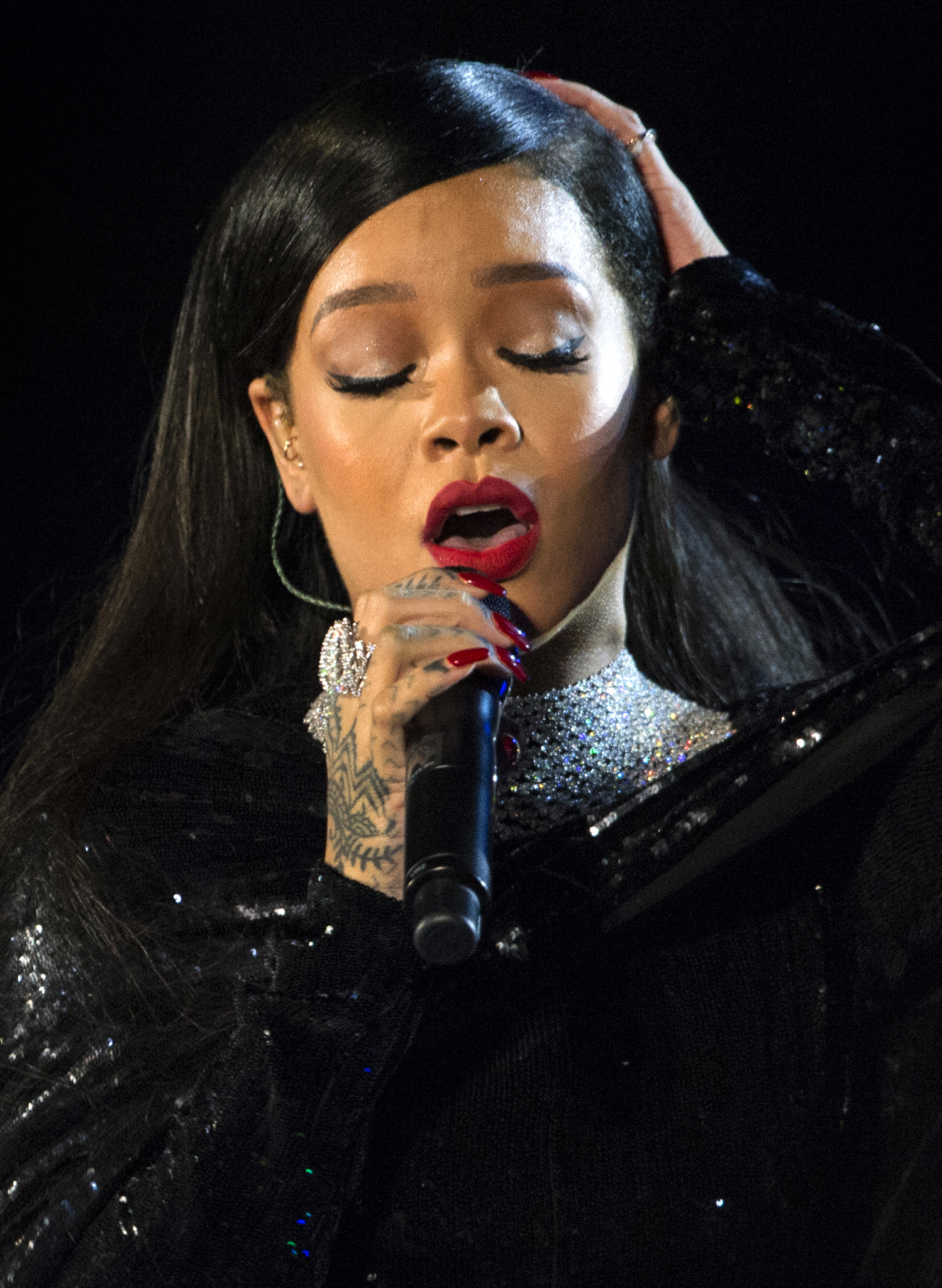
Rihanna cantando durante el Concert for Valor en 2014.

En enero de 2015, fue lanzado el sencillo «FourFiveSeconds» con Kanye West y Paul McCartney. Dos sencillos más fueron lanzados, «Bitch Better Have My Money» y «American Oxygen». Sin embargo, los sencillos no prevalecieron en el listado final de canciones para su octavo álbum de estudio. La Asociación de la industria discográfica de Estados Unidos (RIAA por sus siglas en inglés) anunció que Rihanna había superado las 100 millones de certificaciones de canciones oro y platino. Al hacerlo, Rihanna se convirtió en el artista con el mayor número de canciones digitales certificadas y es el primer y único artista en superar los 100 millones de temas certificados. Se anunció que Rihanna había firmado un contrato de $25 millones de dólares con Samsung. El acuerdo tendría a Rihanna promocionando la línea de productos Galaxy de Samsung, mientras que Samsung patrocinaría el lanzamiento de Anti y su gira.
Protagonizó la película animada Home, junto a Jim Parsons, Steve Martin y Jennifer López. La película es una adaptación del libro de 2007, The True Meaning of Smekday, escrito por Adam Rex. Home fue lanzada en marzo de 2015 y la venta de taquillas produjo $386 millones mundialmente. Además trabajó como productora ejecutiva de la banda sonora de la película. El disco fue distribuido por las discográficas Westbury Road y Roc Nation. Rihanna presto su voz y coescribió las canciones «Towards the Sun», «As Real as You and Me» y «Dancing in the Dark». «Towards the Sun» fue lanzado, como el primer sencillo de Home, el 24 de febrero de 2015. Rihanna también coescribió la canción «Drop That», interpretada por Jacob Plant. Clarence Coffee Jr., Kiesza, Charli XCX y Jennifer Lopez fueron otros de los artistas que contribuyeron al álbum. Rihanna se unió a la novena temporada de The Voice como asesora principal, en octubre de 2015.
El 28 de enero de 2016, Rihanna lanzó su octavo álbum de estudio, Anti, exclusivamente a través del servicio de Tidal, en el que regaló más de un millón de copias del álbum por cortesía de Samsung. Al día siguiente, una versión de lujo del álbum, con tres pistas adicionales se lanzó en Apple Music. Después de debutar en el número veintisiete en los Estados Unidos, Anti pasó al número uno convirtiéndose en el segundo disco de Rihanna en ocupar la posición y el octavo álbum entre los diez primeros en la lista. El álbum fue apoyado con el lanzamiento de cuatro sencillos incluyendo el primer sencillo «Work», que alcanzó el puesto número uno en el Billboard Hot 100 durante nueve semanas consecutivas y dominó las listas de iTunes en más de 90 países. Otros sencillos con certificación de platino «Needed Me» y «Love on the Brain» alcanzaron su punto máximo dentro del top 10 del Hot 100.
Durante la primavera y verano de 2016, Rihanna colaboró con varios artistas. El 29 de abril Calvin Harris lanzó «This Is What You Came For», que alcanzó el número tres en el Billboard Hot 100 y el número dos en el UK Singles Chart. También prestó su voz para la canción «Too Good» de Drake y el sencillo «Nothing Is Promised» de Mike Will Made It. El 27 de junio de 2016, Rihanna lanzó «Sledgehammer», el primer sencillo de la banda sonora de la película Star Trek Beyond. El 28 de agosto de 2016, Rihanna fue honrada con el premio Michael Jackson Video Vanguard Award en los MTV Video Music Awards de 2016 después de interpretar varios popurrís de sus exitosas canciones.
Rihanna lanzó varias colaboraciones en 2017. Primero fue la parte principal de «Selfish» de Future, el sencillo principal del sexto álbum de estudio del rapero, Hndrxx. El verano de 2017 vio el lanzamiento de las colaboraciones de Rihanna con el productor discográfico DJ Khaled, «Wild Thoughts», que también contó con la participación de Bryson Tiller y fue un éxito mundial, y el sencillo de Kendrick Lamar, «Loyalty», que le valió a Rihanna su noveno premio Grammy en la 60.ª edición de los Premios Grammy. En noviembre de 2017, Rihanna formó parte del sencillo de regreso de N.E.R.D. «Lemon» del álbum de la banda No One Ever Really Dies.

### 2018-presente: Receso musical y éxito empresarial

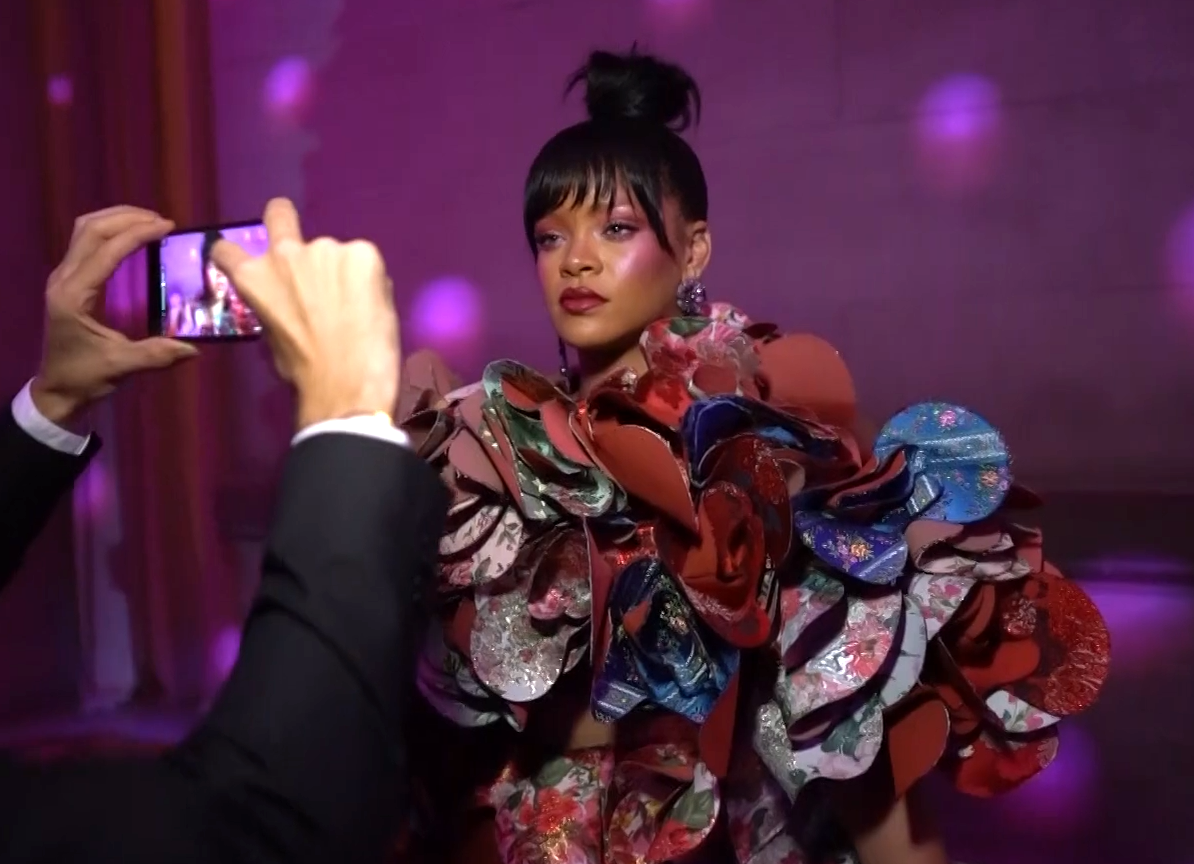
Rihanna con un vestido de Comme des Garçons en la Met Gala de 2017.

Rihanna interpretó el papel recurrente de Marion Crane en la quinta y última temporada de Bates Motel. El programa recibió elogios universales de la crítica. Rihanna también tuvo un papel importante en la película de Luc Besson Valerian y la ciudad de los mil planetas, una adaptación de la serie de cómics Valérian and Laureline. También protagonizada por Dane DeHaan y Cara Delevingne, la película fue estrenada por STX Entertainment el 21 de julio de 2017 en los Estados Unidos.
En 2017, Rihanna lanzó su aclamada compañía de cosméticos Fenty Beauty bajo las marcas Kendo de LVMH. La asociación valía $10 millones y vería a Rihanna lanzar varios productos de belleza. La primera entrega de Fenty Beauty se lanzó el 8 de septiembre de 2017 en Sephora y su página web, disponible en más de 150 países. Fenty Beauty ha recibido elogios internacionales por la gama de tonos ofrecidos, en particular por incluir colores más oscuros entre los primeros 40 tonos de base, que luego aumentó a 50. Así abordando una brecha largamente criticada en las ofertas de la industria cosmética para mujeres negras y otras mujeres de color. Los lanzamientos posteriores de nuevos productos y nuevas líneas han sido criticados por no cumplir con el nuevo estándar establecido por Fenty Beauty, por ejemplo la línea KKW Beauty de Kim Kardashian West y la base Hello Happy de Benefit. Dentro del primer mes de su lanzamiento, las ventas de Fenty Beauty se valoraron en 72 millones de dólares. Con tonos de base oscuros particularmente demandados, se reportaron una variedad de productos agotados. En el Reino Unido, la línea se convirtió en el mayor lanzamiento de belleza de Harvey Nichols, sobrepasando a MAC Cosmetics. En septiembre, las tiendas por departamento vendieron una base de Fenty Beauty por minuto y un lápiz labial cada tres minutos. El lanzamiento también ayudó a aumentar las ventas de cosméticos y perfumes de LVMH para el tercer trimestre de 2017 en un 17%. Según Bernard Arnault, presidente y director ejecutivo de LVMH, las ventas de Fenty Beauty alcanzaron casi 500 millones de euros (573 millones de dólares) a fines de 2018. Forbes reportó que después de quince meses de operación, Fenty Beauty acumuló un total de 570 millones de dólares en ingresos. Toda la línea de cósmeticos tiene un valor de US 3 mil millones de dólares, de los cuales el 50% pertenece a LMVH.

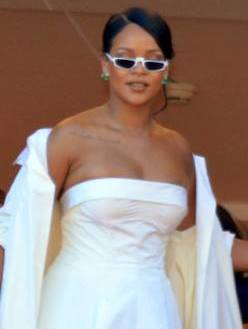
Rihanna en el Festival Internacional de Cine de Cannes de 2017.

Rihanna formó parte del elenco exclusivamente femenino de la película sobre atracos Ocean's 8, dirigida por Gary Ross y estrenada por Warner Bros. el 8 de junio de 2018. La película recaudó 300 millones de dólares en todo el mundo y se convirtió en un gran éxito de taquilla.
El 10 de mayo de 2019, Rihanna anunció su asociación con LVMH al subir el nombre y el logo de la empresa, Fenty, a través de sus cuentas de Instagram y Twitter. También escribió en agradecimiento a LVMH por trabajar con ella: «No podía imaginar un mejor socio, tanto creativo como comercialmente, estoy lista para que el mundo vea lo que hemos construido juntos». El presidente y CEO de LVMH, Bernard Arnault, dijo que Rihanna será apoyada con un equipo y recursos. También agregó: «Todos conocen a Rihanna como una cantante maravillosa, pero a través de nuestra asociación en Fenty Beauty, descubrí una verdadera emprendedora, una verdadera CEO y una excelente líder». Fenty fue vista en la revista T: The New York Times Style Magazine, donde Rihanna usó varias prendas y engranajes de su primera colección. La empresa convirtió a Rihanna en la primera mujer de color en dirigir una casa bajo la marca LVMH y en la primera mujer en crear una marca original para el grupo. Fenty es el primer productor de ropa, zapatos y accesorios bajo la marca LVMH desde 1987, que sigue a las setenta marcas LVMH, incluyendo a Louis Vuitton, Givenchy y Christian Dior.
En agosto de 2019, los fanáticos notaron que Rihanna y los coautores Collin Edwards, Monique Lawrence y Alexander Ogunmokun registraron una canción titulada «Private Loving» con la organización de publicación de música BMI. En septiembre de 2019, se anunció había firmado con Sony/ATV Music Publishing. En diciembre de 2019, Rihanna aludió a que su álbum estaba completo y retuvo indefinidamente la fecha de lanzamiento en una publicación de Instagram. A continuación, apareció en la canción «Believe It» del cantante canadiense PartyNextDoor, que se lanzó el 27 de marzo de 2020.
En octubre de 2022, HDD confirmó que Rihanna hará una gira por estadios en 2023. El 28 de octubre de 2022, Rihanna lanzó el primer sencillo de la banda sonora de Black Panther: Wakanda Forever, «Lift Me Up». La canción le valió nominaciones al Globo de Oro y al Premio Óscar a la mejor canción original.
El 12 de febrero de 2023, actuó en el espectáculo de medio tiempo del Super Bowl LVII, el cual marcó su retorno a los escenarios tras cinco años de hiato. Con una duración de aproximadamente 13 minutos, interpretó varios de sus mayores éxitos, entre ellos «Umbrella», «Only Girl (In the World)», «We Found Love» y «Diamonds», e igualmente, Rihanna se convirtió en la tercera mujer en presentarse sin ningún tipo de invitados. La actuación recibió comentarios en su mayoría favorables por parte de la crítica especializada y atrajo una audiencia de 118.7 millones de personas solo en los Estados Unidos, siendo entonces la segunda más vista por televisión en la historia. En abril, fue revelado su participación en la película de animación, Pitufos (2025) poniéndole voz al personaje de Pitufina.

## Arte

### Estilo musical
Rihanna posee un rango vocal mezzosoprano de tres octavas y dos notas. Mientras grababa canciones para su tercer álbum de estudio, Good Girl Gone Bad (2007), tomó clases de canto con Ne-Yo. Hablando de la experiencia dijo: «nunca he tenido entrenamiento vocal, así que cuando estoy en el estudio, él va a decirme cómo respirar y esas cosas... Va a usar palabras finas: 'ok, yo quiero que hagas staccato'. Y yo: 'ok, no sé lo que es'». Su desempeño vocal en Loud (2010) recibió críticas positivas de los críticos de música. James Skinner de la BBC alabó la voz de Rihanna en la canción de «Love the Way You Lie (Part II)» y escribió: «su voz es potente y es la voz de Rihanna vocal - que a la vez está al mando, es emotiva y vulnerable - que ancla la canción y Loud a sí mismo». Andy Gill de The Independent siente que «California King Bed» presenta su mejor interpretación vocal. En la reseña de Unapologetic, la revista Billboard escribió que en «Diamonds», Rihanna hace una de sus más apasionadas vocales hasta la fecha». Jon Caramanica de The New York Times declaró: «en los últimos años su voz se cura en un arma de frialdad emocional e indiferencia estratégica, es decididamente hostil, hecha para dar órdenes».
La música de Rihanna ha abarcado una amplia gama de géneros; incluyendo el dancehall, reggae y soca. Así también como pop, R&B, dubstep, hip hop y música electrónica de baile. Algunas de sus canciones están inspiradas a través de sample de otros artistas. Su carrera musical ha sido un experimento con nuevas ideas musicales y ha dicho que quiere hacer música que se escuche en partes del mundo que nunca ha visitado. Al crecer en Barbados, escuchaba un montón de reggae, hip hop y soca. Cuando se trasladó a los Estados Unidos en 2005, fue expuesta a una gran cantidad de diferentes tipos de música y se inspiró un poco del rock para la canción «Kisses Don't Lie». En el momento de su debut, grabó canciones que fueron inspiradas por sus raíces caribeñas y describió su sonido temprano como una fusión de reggae, hip hop y R&B. Sus raíces dancehall se pueden encontrar en su álbum debut, Music of the Sun (2005), y su segundo disco A Girl Like Me (2006). Posteriormente experimentó con el pop, dubstep y rock, al mismo tiempo cambiando su estilo musical y distanciándose de la imagen de la chica isleña barbadense.
Music of the Sun (2005) contiene la influencia de las raíces musicales caribeñas de Rihanna. Kelefa Sanneh de The New York Times elogió la combinación de dancehall y reggae escribiendo: El dancehall-reggae parece a veces como una forma furiosa de insular de la música, pero... Rihanna es solo el último cantante en descubrir la versatilidad que los ritmos del género pueden tener. su primer sencillo, «Pon de Replay», cuenta con una mezcla de dancehall y pop que infunde un estilo reggae. Con el objetivo de crecimiento artístico, A Girl Like Me (2006) expresa las experiencias personales que las jóvenes de 18 años de edad atraviesan con baladas, las cuales se describieron como elegantes y maduras. Su tercer álbum de estudio Good Girl Gone Bad (2007) llevó a Sal Cinquemani de Slant Magazine a escribir que Rihanna finalmente había descubierto que es una artista dance y la mayoría del álbum se compone de canciones dance pop. Representando un cambio del sonido caribeño de sus álbumes anteriores y descrito como un punto de inflexión en su carrera. Mientras que la primera mitad de su tercer álbum contiene influencias pop de 1980, con canciones como «Don't Stop the Music» y «Shut Up and Drive», la segunda mitad se retira al R&B.
Grabado después del incidente con su entonces novio, Chris Brown, Rated R (2009) tiene un tono mucho más oscuro y esta lleno de diversas emociones que experimentó a lo largo de 2009. En Loud (2010) Rihanna refleja la diversión y el ambiente enérgico que tenía durante la grabación del álbum. El disco es una mezcla de baladas, coros y empoderadas canciones de amor. Talk That Talk (2011) fue similar a Rated R, ya que ambos contienen hip hop, R&B, dancehall y dubstep. Loud and Talk That Talk también regresaron a sus raíces dancehall, evidente en pistas como «Man Down» y «Watch n' Learn». También se diversificó en la música house con temas como «We Found Love», «Only Girl (In The World)» y «Complicated».

### Influencias

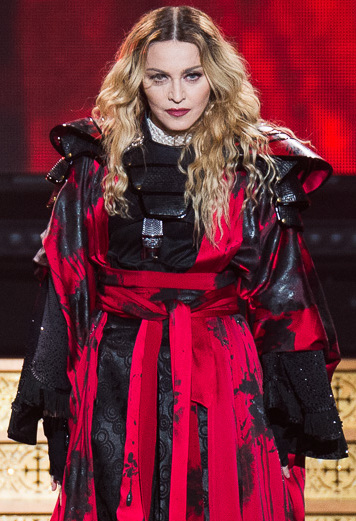
Rihanna considera a Madonna su ídolo y mayor influencia.

Rihanna ha nombrado a Madonna como su ídolo y mayor influencia. Dijo que quería ser la «Madonna negra» y elogió a la cantante por ser capaz de reinventarse constantemente a sí misma y con éxito a lo largo de su carrera. «Creo que Madonna fue una gran inspiración para mí, sobre todo en mis primeros trabajos. Si tuviera que examinar su evolución durante el tiempo, creo que cada vez reinventó su estilo de ropa y música con éxito. Al mismo tiempo, se mantuvo una fuerza real en el entretenimiento en todo el mundo». Otra influencia importante en la música y la carrera de Rihanna ha sido Mariah Carey. Reveló que la canción «Vision of Love» de Carey fue la canción que la hizo querer hacer música y todo lo que Mariah hizo, ella lo trataría de hacer. Creció viendo videos de la leyenda del reggae Bob Marley porque eso era lo que ponían en el Caribe. Rihanna declaró: «uno de mis artistas favoritos de todos los tiempos... realmente abrió el camino para todos los otros artistas fuera del Caribe». Rihanna construyó un santuario en su casa dedicado a la leyenda del reggae y cantado «Is This Love» de Marley y «Redemption Song» de Bob Marley & The Wailers durante sus giras de conciertos.
Durante su infancia, cantaba canciones de Whitney Houston y «A Whole New World» con su cepillo tanto que sus vecinos comenzaron a llamarla «Robyn Redbreast». También afirmó que una de las primeras canciones que recuerda que la hizo quedar enamorada de la música fue, «I Will Always Love You». «Fue muy inspiradora y me hizo desarrollar una pasión por la música, así que realmente, ella es en parte responsable de que yo esté aquí en esta industria». Rihanna comentó que Janet Jackson fue uno de los primeros iconos del pop femenino con el que podía relacionarse y que la cantante Aaliyah tuvo un enorme impacto en su estilo. Observando a Beyoncé en la televisión con Destiny's Child también inspiró la carrera musical de Rihanna. Otras influencias musicales e ídolos incluyen a Britney Spears, Celine Dion, Alicia Keys, Prince, Fefe Dobson y Brandy.
Rihanna lleva la influencia de los diferentes tipos de música que descubrió cuando llegó a Estados Unidos y reveló que la música rock fue uno de los primeros géneros de los cuales se enamoró. Comentó: «a medida que envejezco, me gustaría saber más acerca de la música. Quiero descubrir más tipos de música». Citó el cuarto álbum de estudio de Brandy, Afrodisiac (2004), su principal inspiración para su tercer álbum, Good Girl Gone Bad (2007). En sus inicios, su música contiene fuertes influencias de la música caribeña, incluyendo el reggae y el dancehall. El video musical de la canción «Rude Boy» ofrecido imágenes inspiradas en sus raíces caribeñas. Rihanna comentó que Marilyn Monroe y ropa de época sirvieron como inspiraciones visuales para los videos musicales de «Hate That I Love You» y «Rehab».

### Videos y presentaciones

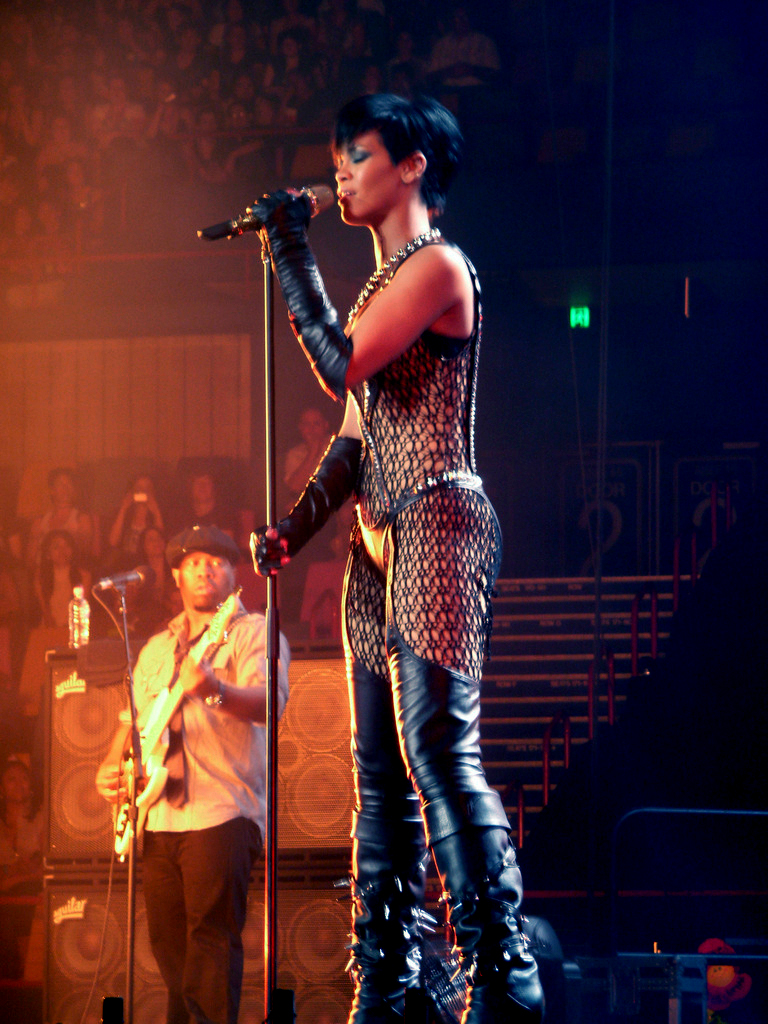
Rihanna durante su gira The Good Girl Gone Bad Tour, en 2008.

Rihanna ha trabajado con el director, Anthony Mandler, en más de una docena de vídeos musicales, su primer trabajo juntos fue «Unfaithful» (2006). «Hemos hecho 16 vídeos juntos; No todos son fuertes... Sí, quiero decir, yo soy conocido por «Disturbia», «Russian Roulette» y cosas por el estilo, pero «Only Girl (In The World)» es sin duda un tipo de potenciador, lleno de belleza», dijo Mandler. Jocelyn Vena de MTV escribió: «Rihanna, como Madonna, también tiene una tendencia a hacer videos fuertes y provocadores que encajan con las canciones que representan». Jon Bream de Star Tribune comentó: en la tradición de Madonna y Janet Jackson, Rihanna se ha convertido en la «Video vixen» de la década del 2000. George Epaminondas de InStyle considera los videos de Rihanna como cinemáticos debido a su mezcla de ritmos de isla, el pop y la sensualidad. Tamar Anitai de MTV Buzzworthy colocó a «Disturbia» en el número cinco en los cinco videos musicales más paranoico de Buzzworthy y dijo que la paranoia nunca había visto tan sobrenaturalmente atractiva.

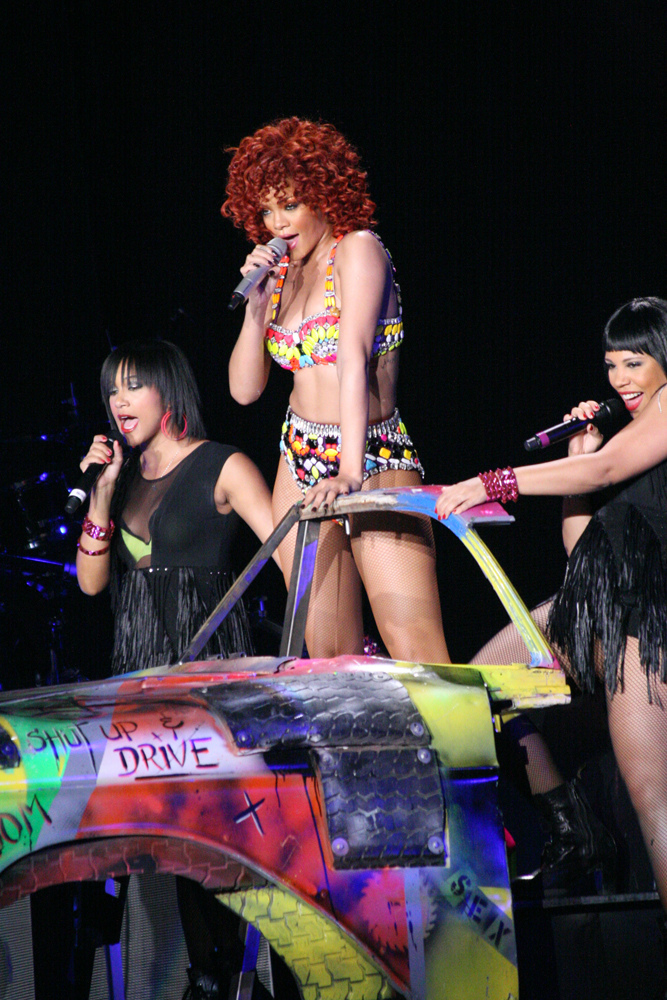
Rihanna cantando durante su gira Loud Tour en 2011.

Muchos de sus vídeos musicales, incluyendo «We Found Love» y «Man Down», fueron filmadas como películas cortas que exploran temas como triángulos amorosos, las relaciones tóxicas, la sexualización, el abuso de sustancias y el romanticismo. El video musical de «Umbrella» muestra la transición de Rihanna a la edad adulta y su nueva imagen. Las escenas de «Disturbia» han sido comparadas con «Thriller» de Michael Jackson. El video de «Russian Roulette» presenta a Rihanna en una habitación acolchada y jugando la ruleta rusa con su pareja. Una escena en donde un coche se dirige a toda velocidad hacia Rihanna se comparó con el altercado con Chris Brown. El video musical de «Rude Boy» se comparó con el vídeo de la rapera M.I.A., «Boyz», por sus similitudes en colores. En 2011, se lanzaron tres polémicos videos sobre el sadomasoquismo, violación y violencia doméstica. «Man Down», en donde Rihanna dispara a un hombre en una estación de tren, fue criticado por el Parents Television Council. «We Found Love», muestra a Rihanna y su pareja en una relación poco saludable y llena de drogas, desató las críticas del Rape Crisis Centre. Por el contrario, Charne Graham de Houston Press, defendió la cantante preguntando: «por qué los videoclips de Rihanna sacan de quicio a todos cuando otros vídeos igualmente sexuales y controvertidos están circulando? [...] simplemente le gusta hacer videos musicales que den de que hablar». Rihanna es la primera mujer en pasar dos mil millones de visitas acumuladas en el sitio web VEVO. Hasta septiembre de 2013, ha acumulado más de cuatro mil millones de visitas en el sitio.
Denis Armstrong de Canadian Online Explorer comentó sobre el espectáculo de Rihanna en Ottawa Bluesfest, diciendo su espectáculo era una fantasía con una coreografía de Disney, con una actitud coqueta y caricias. Su interpretación de «Disturbia» en los MTV Video Music Awards 2008 se clasificó la décima mejor presentación de premios, según una encuesta de Billboard. Sus reveladores trajes de cuero durante The Good Girl Gone Bad Tour eran altamente criticados por el Partido Islámico Conservador de Malasia, que recomendó que su gira de conciertos fuera prohibida. Time comparó su estilo de ropa, de los espectáculos, a la de Janet Jackson y la llamó «una visión de Ann Summers». En la edición de octubre de 2011, de la revista británica Vogue, Rihanna dijo que su trajes de actuaciones y sus apariencias son todo un acto; «no soy yo. Eso es parte del juego. Ya sabes, como si fuera una obra de arte, con todos estos juguetes y texturas con los que jugar».

### Imagen pública

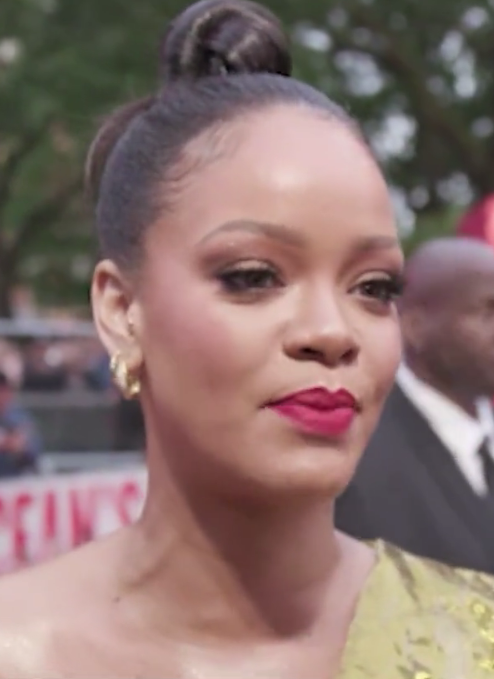
Rihanna en el estreno de la película Ocean's 8, en 2018.

Conocida por reinventar su estilo e imagen, la música y moda de Rihanna han sido notadas por los medios de comunicación. En 2009, la revista New York describió los primeros estilos de Rihanna como la de una reina adolescente, teniendo en cuenta que tiene la capacidad de cambiar de apariencia de manera espectacular y con gran facilidad. Cuando lanzó su segundo álbum de estudio, A Girl Like Me (2006), muchos críticos consideraron que el estilo, el sonido y material musical de Rihanna eran demasiado similares a los de Beyoncé. En una entrevista con la revista Look, Rihanna habló sobre las comparaciones con Beyoncé: «Beyoncé es una gran artista y me siento honrada de ser mencionada con ella en la misma frase, pero somos diferentes artistas con diferentes estilos» Durante la entrevista en el programa Oprah's Next Chapter reveló que el modelo de princesa pop de Def Jam la hizo sentir claustrofobia durante sus primeros años con la discográfica. De acuerdo con Rihanna: «Sentí que me estaban dando un plano... ellos tenían una marca, tenían una idea de lo que querían que fuera, sin averiguar quién era yo». Con el lanzamiento de su tercer álbum, Good Girl Gone Bad (2007), Rihanna desestimó su imagen inocente con un nuevo peinado, que fue inspirado en corte bob de Charlize Theron en la película de ciencia ficción Aeon Flux (2005). Siguió los pasos de artistas como Jennifer Lopez y Christina Aguilera, que también dejaron su imagen inocente para un aspecto y un sonido más sexual.
Nico Amarca de la revista Highsnobiety escribió: «a lo largo de su carrera, de ahora 10 años, [Rihanna] ha sido objeto de una de las metamorfosis estéticas más significativas en el mundo». Ha cambiado su apariencia personal y moda en varias ocasiones con diferentes tipos de peinados desde el lanzamiento de su tercer álbum. Rihanna comentó que, siendo niña veía a su madre vestirse, y que su amor y admiración por la moda comenzó con su madre. Hablando sobre la elaboración de su propio guardarropa, declaró: Se ha convertido más en tomar riesgos... siempre busco la silueta más interesante o algo que sea un poco apagado. Jess Cartner-Morley de The Guardian escribió: «el vestuario de Rihanna es el más del que se habla, influyente y diseccionado en el pop. Todo lo que ella usa se reproduce inmediatamente en la calle, ya que vende». A pesar de haber sido criticada por su ropa reveladora, la cantante de country Miranda Lambert admira la moda y el estilo de Rihanna: «no necesariamente me inspiro en todo el asunto de sin sujetador, pero me encanta que nunca se sabe lo que va a llevar. Siempre te mantiene preguntándote, lo que hace que sea atrevida e interesante».
En una entrevista con Alexa Chung durante el Vogue Festival 2015, el diseñador de Balmain, Olivier Rousteing, alabó a Rihanna estilísticamente, comparándola con algunos de los iconos de la moda más importantes en la historia de la música como Madonna, David Bowie, Michael Jackson y Prince. Al comentar la expectativa cultural de que las estrellas del pop deben ser modelos a seguir, dijo: «[ser un modelo a seguir] se convirtió más en mi trabajo de lo que yo quería que fuera. Pero no, solo quiero hacer mi música. Eso es todo». En una entrevista en 2013 con MTV, el feminista y escritor de The Vagina Monologues, Eve Ensler alabó a la cantante, diciendo: «soy un gran fan de Rihanna, creo que tiene esa especie de control sobre su sexualidad y está abierta acerca de su sexualidad, tiene enorme gracia y un inmenso talento».

## Legado

### Influencia

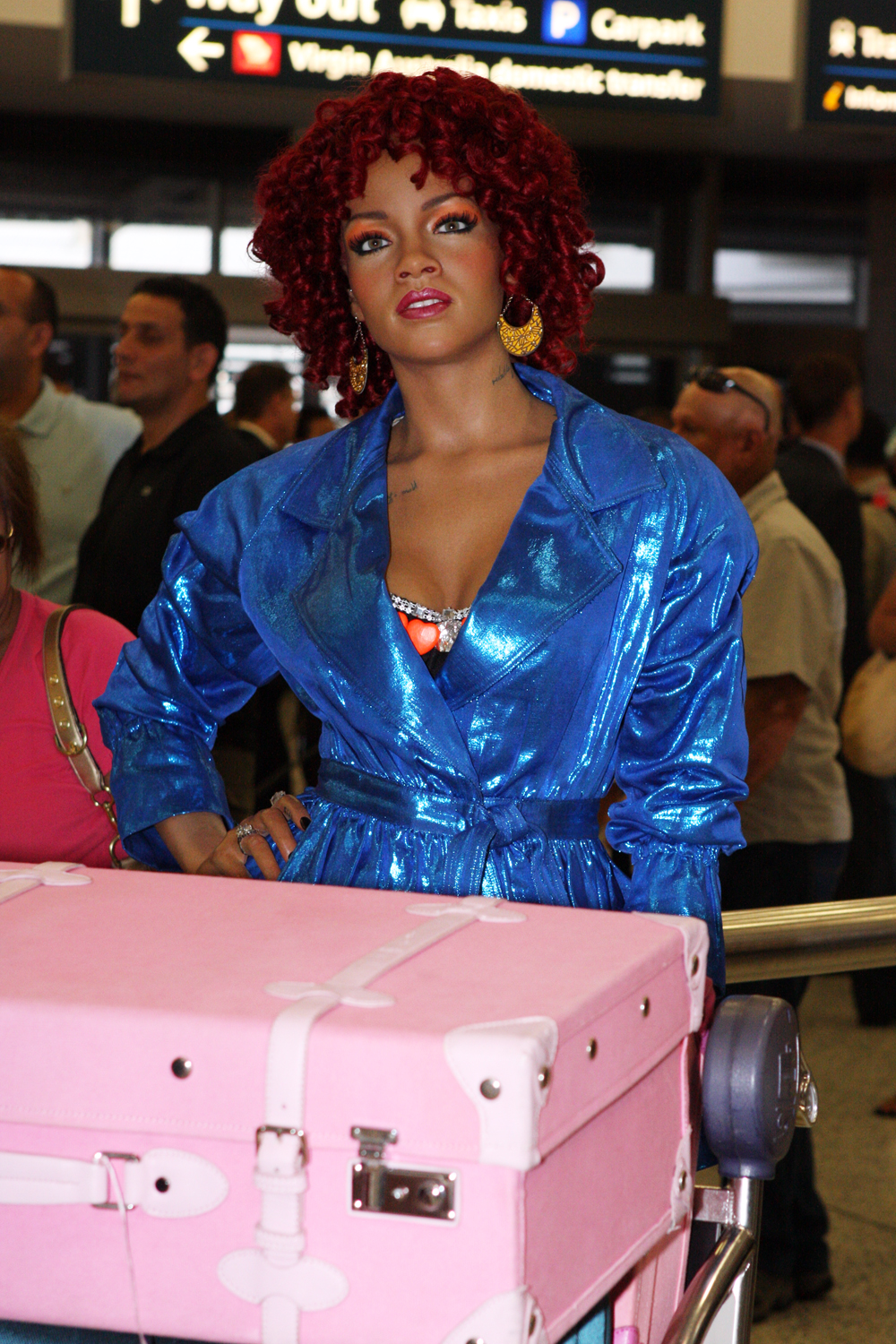
La figura de cera de Rihanna en el Aeropuerto Internacional de Sídney, en Australia.

Debido a su éxito internacional, a Rihanna se le ha otorgado alias honoríficos, tales como: «Reina del R&B», «Princesa del R&B» y «Princesa del pop». El escritor Joshua Ostroff, de Huffington Post Canada, habló sobre el legado de la cantante escribiendo: «Rihanna lanzó álbumes anuales que la convirtieron en una de las estrellas pop definitivos de nuestra era». La periodista de Rolling Stone, Brittany Spanos, escribió que Rihanna fue una de las tres mujeres negras que «radicalizó el Pop» y que con su música le dio una voz a una de las comunidades que más fuerte había luchado por un cambio real. En 2016, la revista Rolling Stone reconoció a Rihanna como uno de los mejores artistas de todos los tiempos, añadiéndola a su lista «Los inmortales». NPR la nombró como la artista musical más influyente del siglo XXI por su influencia y éxito. Esta misma revista la puso como una de las 25 artistas femeninas más influyentes de todos los tiempos, con Mackenzie O'Brien escribiendo: «Rihanna ha empujado los límites de todos los géneros bajo los cuales se puede clasificar su música. Ella realmente está empujando los límites de lo que significa ser una mujer en la música». En 2019, Caroline Crampton de Vogue, describió a Rihanna como la legenda musical del siglo XXI. Tshepo Mokoena de la revista The Guardian escribió el artículo «Diez razones por las que Rihanna se ha convertido en la mejor estrella del pop del siglo XXI» nombrando su estilo, voz, videos musicales y su relación con sus seguidores como algunas de las razones.

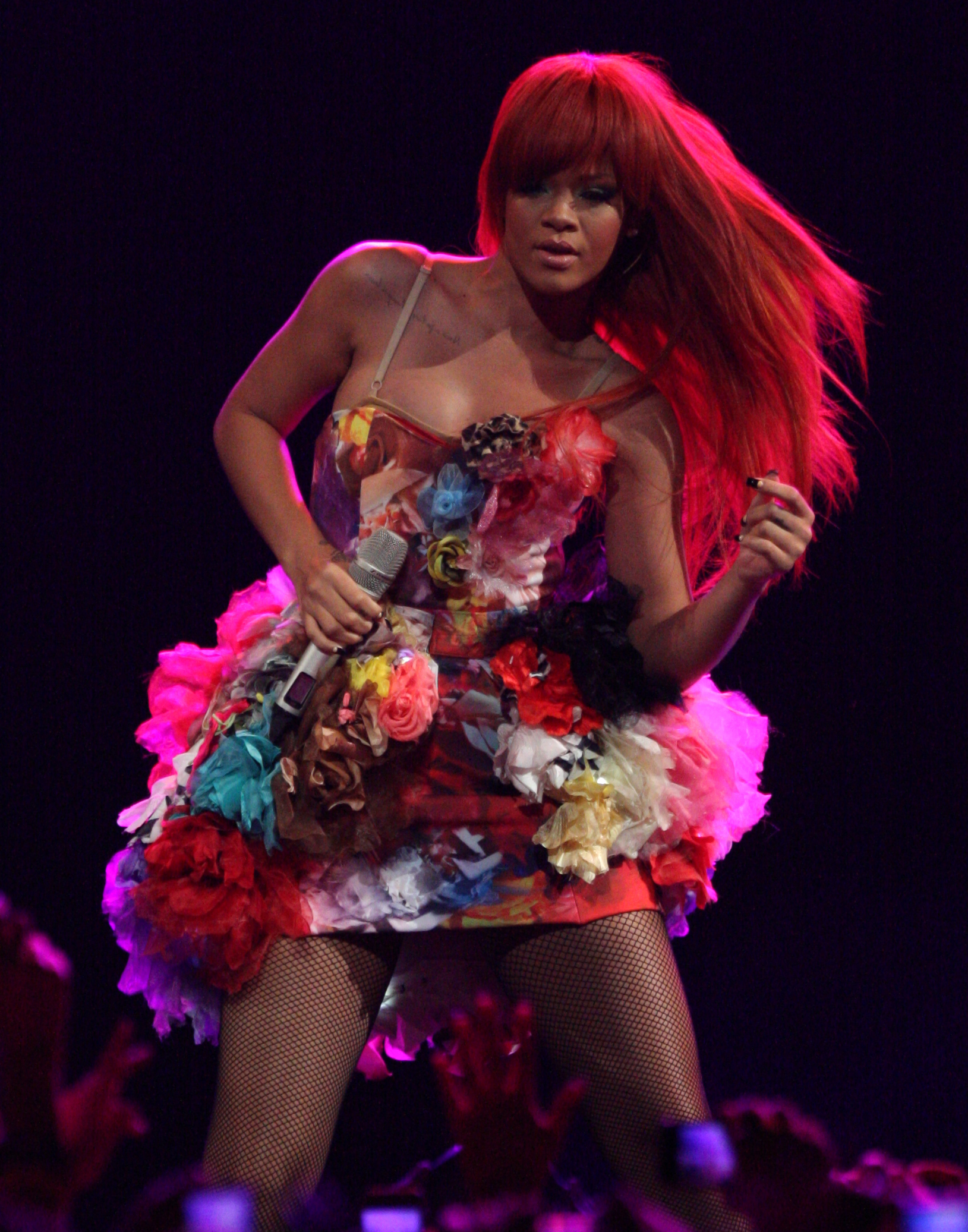
Rihanna es considerada la artista más influyente y exitosa del.

La revista Time la incluyó entre 100 personas más influyentes del mundo en 2012 y 2018. Desde 2012 a 2016 y de 2018 a 2019, Forbes colocó a Rihanna en la lista anual Las 100 personajes famosos más influyentes del mundo. En 2011 y 2012, Rihanna fue reconocida como la mujer del año, por la revista de moda Vogue. Fue nombrada la estrella pop más influyente en el Reino Unido por 4Music. La revista Time creó una clasificación que mide las posiciones en listas musicales y la longevidad desde 1960. Rihanna ocupó el segundo lugar, solo detrás de Mariah Carey. Nick Levine de Digital Spy describió su tercer álbum de estudio, Good Girl Gone Bad, como lo más parecido a Thriller que en 2007/08 pudo haber producido. Leah Greenblatt de Entertainment Weekly nombró a Rated R como uno de los mejores álbumes pop de 2009. En el 2016, Taj Rani, de Billboard, escribió que «Work» ha llevado el género de dancehall a la vanguardia de la música estadounidense, ya que se convirtió en la primera canción dancehall en llegar a la cima del Hot 100, desde «Temperature» de Sean Paul que alcanzó la hazaña en 2006. La revista Insider nombró a Rihanna como a artista de la década del 2010 por su contribución a la música y al mundo de la belleza.
Rihanna fue colocada en el puesto número quince, en la lista de los 100 mejores artistas de todos los tiempos en el Hot 100, por Billboard. En el mismo mes, la revista Billboard la nombró «Artista Hot 100» de la década de 2010. Fue nombrada como la «Artista Mainstream» más importante de los últimos veinte años. Ocupa el primer lugar con la mayoría de sencillos en la lista (36), entre los diez primeros puestos (23) y la mayor cantidad de números uno (10). Su sencillo «Umbrella» es considerado, por la revista Rolling Stone, una de Las 500 mejores canciones de todos los tiempos. «We Found Love» fue clasificado, por Billboard, como una de las canciones más grande de todos los tiempos del Hot 100. La revista Pitchfork nombró a «Needed Me», «Bitch Better Have My Money», «We Found Love» y «Work» entre las mejores canciones de la década del 2010. «Diamonds» y «We Found Love» fueron colocadas entre las 100 mejores canciones de la década de 2010 por la revista Rolling Stone. La revista Billboard listó a «We Found Love» entre las canciones que definieron la década.
Ocupó el puesto número uno en la lista, de Forbes, de las superestrellas más influyentes en las redes sociales. Rihanna se ha convertido en la artista femenina más escuchada de todos los tiempos en Spotify con más de 45 millones de subscriptores. Además, fue la primera artista femenina en sobrepasar los 2 billones de escuchas en Apple Music. Se encuentra entre las celebridades con más seguidores en Instagram con 100 millones de seguidores. Es la tercera más seguida en Twitter entre artistas musicales con 102 millones de seguidores. También es uno de los cantantes más seguidos en Facebook con más de 100 millones de seguidores. Su canal de Youtube es uno de los más subscritos. El trabajo de Rihanna ha influido directamente en una serie de artistas contemporáneos como Lorde, Sam Smith, Little Mix, Selena Gomez, Justin Bieber, Ellie Goulding, Jennie Kim de Blackpink, Tegan and Sara, Marilyn Manson, Sleater-Kinney, Jessie J, Cover Drive, SZA, Fifth Harmony, Camila Cabello, Demi Lovato, Alexandra Stan, Grimes, Cher Lloyd. Bad Gyal, y Era Istrefi.

### Logros
Hasta septiembre de 2018, Rihanna ha vendido más de 250 millones de discos en todo el mundo, lo que la convierte en una de las artistas musicales con mayores ventas de todos los tiempos. A lo largo de su carrera, ha recibido numerosos premios y distinciones, incluidos nueve premios Grammy, 12 premios Billboard Music Awards, 13 premios American Music Awards, ocho premios People's Choice Awards, entre otros. Rihanna recibió el «Premio Icono» en los American Music Awards de 2013 y el premio Michael Jackson Video Vanguard en los MTV Video Music Awards de 2016. Posee seis récords mundiales Guinness. En los Estados Unidos, Rihanna ha vendido más de 10 millones de álbumes, mientras que Nielsen SoundScan la clasificó como la artista digital más vendida en el país, rompiendo un récord mundial Guinness de ventas de sencillos digitales de más de 58 millones a partir de 2012.
El 1 de julio de 2015, la Recording Industry Association of America (RIAA) anunció que Rihanna había superado más de 100 millones de certificaciones de canciones oro y platino. Al hacerlo, Rihanna tiene la mayor cantidad de premios de sencillos digitales y es la primera y única artista en superar el umbral acumulado de premios de 100 millones de sencillos de la RIAA. En el Reino Unido, ha vendido más de 7 millones de álbumes, lo que la convierte en la tercera artista femenina más vendida de este siglo. Según Billboard, las ventas totales de su álbum ascienden a 54 millones de copias vendidas en todo el mundo.
Rihanna ha acumulado 14 sencillos número uno en la lista Billboard Hot 100 de Estados Unidos por la tercera mayor cantidad de canciones número uno en la historia de la lista. Ha sido nombrada la mejor artista de la lista Mainstream Top 40 de los últimos veinte años por Billboard; ella ocupa el primer lugar con la mayoría de las entradas (36), la mayoría de los diez primeros (23) y la mayoría de las canciones número uno (10). Hasta marzo de 2014, Rihanna ha vendido más de 18 millones de sencillos y 6 millones de álbumes en el Reino Unido. Es la décima artista de sencillos más vendidos y la segunda artista femenina de sencillos más vendida en el país, solo detrás de Madonna y es superada solo por The Beatles por la mayor cantidad de sencillos vendidos en el Reino Unido de todos los tiempos. Su colaboración con Eminem, «Love the Way You Lie», junto con «Umbrella», «Disturbia», «Only Girl (In the World)», «We Found Love» y «Diamonds», se encuentran entre los sencillos más vendidos de todos los tiempos. Rihanna tiene siete sencillos número uno en la lista Hot R&B/Hip-Hop Songs, y la lista Airplay, así como dieciséis sencillos número uno en la lista Rhythmic. También obtuvo más de 30 canciones entre las diez primeras en el Reino Unido y Australia, lo que la convierte en la única artista en el siglo XXI en lograr esta hazaña hasta el momento.

## Otros proyectos

### Campañas
Su primera línea de ropa, para Armani, estuvo disponible en noviembre de 2011. La canción de Rihanna, «Skin», se utilizó para la campaña de Armani Jeans y Emporio Armani Underwear. En febrero de 2013, Rihanna presentó su colección de primavera en la Semana de la Moda de Londres para la marca británica River Island. Lo hizo en colaboración con su estilista personal Adam Selman. Más tarde publicaron dos colecciones adicionales, una edición de verano, publicada el 25 de mayo de 2013, y una edición de otoño, publicada el 10 de septiembre de 2013. La cuarta y última colección para River Island, la edición de invierno, fue lanzada el 7 de noviembre de 2013.
En diciembre de 2013, se anunció que Rihanna sería la nueva modelo de la campaña, para primavera/verano de 2014, de la casa de moda francesa Balmain. En diciembre de 2014, se anunció que Rihanna se convertiría en el director creativo de la marca Puma, la línea de mujeres incluiría prendas de vestir y calzado. Para la colección, lanzaron el «Puma creepers». En 2016, se lanzó el «PUMA Fenty Trainer». Posteriormente en 2019 la artista lanza una marca de ropa bajo el nombre de Fenty en colaboración con LVMH.
En marzo de 2015, se anunció que Rihanna fue elegida como la nueva imagen de Dior; convirtiéndose en la primera mujer negra en ser la portavoz y modelo de dicha casa de moda. En julio de 2015, Rihanna anunció que iba a diseñar múltiples calcetines en colaboración con Stance. En marzo de 2016, Rihanna se asoció con Manolo Blahnik para una línea de zapatos. Ese mismo año trabajó, con Dior, para crear una línea de gafas de sol futuristas.

### Productos
Rihanna se ha aventurado en otras empresas e industrias. En octubre de 2005, Rihanna firmó un contrato de patrocinio con Secret Body Spray. En el año 2010, apareció en el comercial de Optus en apoyo a su gira The Last Girl On Earth Tour. El mismo año apareció en el comercial de Kodak junto con el rapero Pitbull. En octubre de 2010, la cantante lanzó un libro llamado Rihanna. El libro contó con fotos de su gira y sirvió como acompañamiento de su cuarto álbum de estudio Rated R (2009). La primera fragancia de Rihanna, «Reb'l Fleur», fue lanzada en enero de 2011. De acuerdo con la revista Rolling Stone, fue un éxito financiero y se esperaba recaudar sobre $80 millones a finales de 2011. Posteriormente, Nivea celebró sus 100 años de cuidado de la piel y sus festividades contaron con varias actuaciones de Rihanna. La canción «California King Bed» fue incluida como parte de la campaña comercial de Nivea. Rihanna se convirtió en la portavoz de Vita Coco, en 2011.
Su segunda fragancia, «Rebelle», fue lanzado en febrero de 2012. Desde su lanzamiento vendió 4 millones de botellas, superando las fagancias de Beyoncé, Jennifer López y Britney Spears. La campaña promocional de «Rebelle», fue filmada por el director Anthony Mandler, quien también lanzó la campaña promocional de «Reb'l Fleur». En noviembre de 2012, Rihanna lanzó su tercer perfume «Nude». En 2013, colaboró con MAC Cosmetics y lanzó su propia línea maquillaje, ediciones para verano, otoño y vacaciones, llamada «RIRI hearts MAC». En julio de 2013, la compañía de cerveza Budweiser anunció que Rihanna se había convertido en parte de la campaña mundial «hecho para la música», también coprotagonizada por Jay-Z. Un video comercial fue lanzado con la cantante y la canción «Right Now». La cuarta fragancia de Rihanna para mujeres, titulada «Rogue» fue lanzado el 14 de septiembre de 2013. Posteriormente anunció que el año siguiente lanzaría una versión para hombres. Fue anunciado el 1 de agosto de 2014 que se lanzaría la primera fragancia de Rihanna para los hombres, «Rogue Men». En julio de 2015, anunció su última fragancia, «Riri». El perfume con extracto de maracuyá, ron absoluta, cassis y mandarina italiana, llegó a las tiendas en septiembre de 2015.

## Activismo

### Filantropía
En 2006, creó su Fundación Believe para ayudar a los niños con enfermedades terminales. En 2008, Rihanna realizó la serie de conciertos benéficos A Girl's Night Out para recaudar fondos para la Fundación Believe. Los conciertos fueron gratuitos para el público. El dinero de los patrocinadores y anunciantes se donó para proporcionar suministros médicos, útiles escolares y juguetes a los niños necesitados. Además, Rihanna realizó un espectáculo benéfico para recaudar fondos para el Children's Orthopedic Center y el Mark Taper-Johnny Mercer Artists Program. Para ayudar a crear conciencia y combatir el VIH/sida, Rihanna y otras figuras públicas diseñaron ropa para la línea de H&M «Moda contra el sida» en febrero de 2008. En septiembre de 2008, Rihanna contribuyó a la canción «Just Stand Up!» con otras quince artistas femeninas, que compartieron el escenario para interpretar la canción en vivo, durante el especial de televisión «Stand Up to Cancer». El especial de televisión ayudó a recaudar 100 millones de dólares para la investigación del cáncer. En noviembre de 2012, Rihanna dio 100 000 dólares en donaciones para bancos de alimentos para el huracán Sandy. 
Rihanna fundó la Fundación Clara Lionel en 2012, en honor a sus abuelos, Clara y Lionel Braithwaite. Los programas actuales incluyen el Centro Clara Braithwaite para Oncología y Medicina Nuclear en el Hospital Queen Elizabeth en Barbados y programas educativos. La fundación organiza un evento anual de recaudación de fondos llamado Diamond Ball. El evento inaugural en 2014 recaudó más de 2 millones de dólares y el segundo año recaudó más de 3 millones de dólares. Durante la tercera edición del Diamond Ball, el ex presidente de los Estados Unidos, Barack Obama, elogió el trabajo de Rihanna diciendo: «Te has convertido en una fuerza poderosa en la lucha para dar dignidad a la gente». En febrero de 2017, Rihanna fue nombrada «Humanitaria del año» por la Fundación Harvard de la Universidad de Harvard. El 3 de enero de 2014, Rihanna formó parte de la campaña MAC Viva Glam, que beneficia a mujeres, hombres y niños que viven con VIH/sida. En diciembre de 2017, para conmemorar el Día Mundial de la Lucha contra el Sida, Rihanna y el Príncipe Harry se hicieron la prueba del VIH durante un evento en Barbados para mostrar como es el proceso y concientizar sobre la enfermedad. En 2018, Rihanna y su fundación distribuyeron dinero en respuesta al huracán Harvey en Texas, los huracanes Irma y María en Puerto Rico y Islas Vírgenes de los Estados Unidos y el terremoto en México.

### Educación
En septiembre de 2016, la Fundación Clara Lionel se asoció con Global Partnership for Education y Global Citizen en una iniciativa de varios años para apoyar la educación en todo el mundo. A través de este impulso, Rihanna esperaba abogar por más de un cuarto de mil millones de niños que no están actualmente en la escuela, así como por unos 330 millones de estudiantes que no están aprendiendo en las escuelas en las que están. Como nueva embajadora global de GPE, Rihanna tenía como objetivo llegar a más de 60 países en desarrollo, priorizando a los más necesitados, incluidos los niños en zonas de conflicto y crisis.
A principios de mayo de 2016, Rihanna anunció un programa de becas a través de la Fundación Clara Lionel, que otorgará a los estudiantes que asisten a la universidad en los Estados Unidos. La beca se basa en las necesidades, con becas que van desde $5 000 a $50 000 y puede renovarse por hasta tres años más o hasta que obtengan su título de licenciatura. Los únicos requisitos de elegibilidad fueron que los solicitantes hayan sido aceptados en un programa de licenciatura en un colegio o universidad estadounidense acreditada de cuatro años para el año 2016-17 y que sean residentes de Barbados, Brasil, Cuba, Haití, Guyana, Jamaica o los Estados Unidos. Hablando con USA Today College Rihanna declaró: «Poder dar el regalo de una educación es, en realidad, un honor. La educación superior ayudará a proporcionar perspectiva, oportunidades y aprendizaje a un grupo de niños que realmente lo merecen. Encantada de poder hacer esto».
En enero de 2017, Rihanna visitó Malaui con su fundación, donde se reunió con educadores, funcionarios gubernamentales y estudiantes. Ocho meses después, en agosto, Rihanna anunció una asociación con la plataforma de bicicletas compartidas para financiar becas para niñas en Malaui a través del Programa Global de Becas de la fundación, así como donar bicicletas a esos estudiantes para aliviar los desafíos de transporte para llegar a clase.

## Vida personal

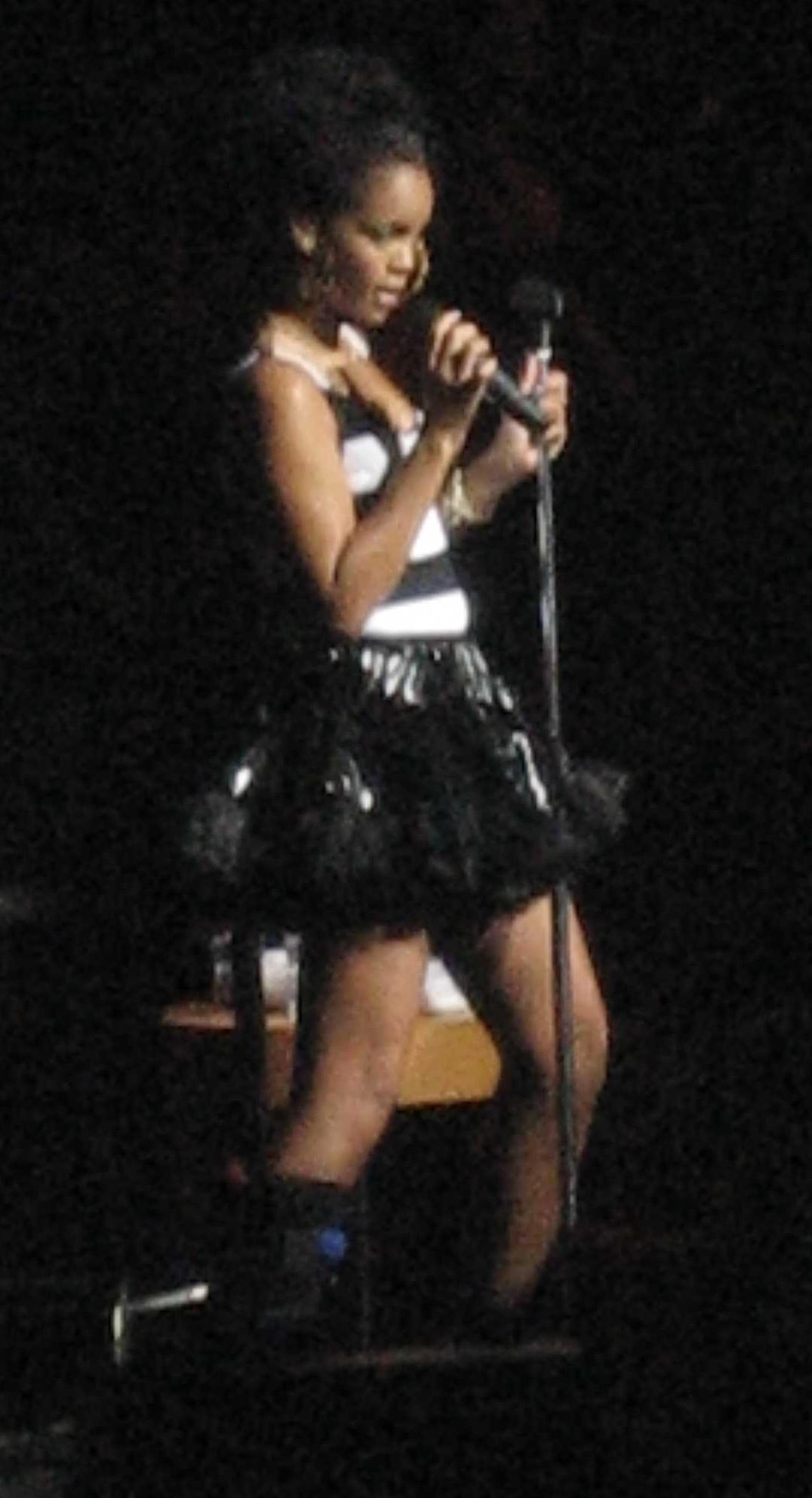
Rihanna durante una actuación en 2007

Rihanna posee un penthouse de $14 millones en el Bajo Manhattan. También compró una casa en el oeste de Londres por £7 millones en junio de 2018, para estar más cerca de su trabajo con su marca de moda FENTY. En diciembre de 2018, Rihanna puso a la venta su mansión de Hollywood Hills después de un robo seis meses antes. Se informó que la mansión se vendió por 10,4 millones de dólares.
Forbes comenzó a informar sobre las ganancias de Rihanna en 2012.
Rihanna comenzó a salir con el cantante estadounidense Chris Brown en 2007. Después de que su relación terminara en febrero de 2009, comenzó una relación intermitente con el rapero canadiense Drake, que duró de 2009 a 2016. Durante una entrevista con Rolling Stone en enero de 2013, Rihanna confirmó que había reavivado su relación con Brown, aunque él seguía bajo libertad condicional por su caso de violencia doméstica de 2009. Su reunión siguió a las persistentes especulaciones de los medios que ocurrieron a lo largo de 2012. En mayo de 2013, Brown declaró durante una entrevista que él y Rihanna se habían separado nuevamente. En 2017, Rihanna comenzó a salir con el empresario saudita Hassan Jameel. Se separaron en enero de 2020.
El 19 de mayo de 2021, el rapero estadounidense ASAP Rocky confirmó durante una entrevista con GQ que él y Rihanna están actualmente en una relación. El 31 de enero de 2022 se reveló que la pareja esperaba su primer hijo. El 19 de mayo de 2022 se confirmó que Rihanna había dado a luz a un varón, RZA Athelaston. En febrero de 2023 anunció su segundo embarazo durante el espectáculo de medio tiempo del Super Bowl LVII. En agosto de 2023 se confirmó que Rihanna había dado a luz a su segundo hijo, Riot Rose.
Durante la fiesta de Met Gala, el 5 de mayo del 2025, reveló su tercer embarazo.

### Incidente de agresión
A pesar de que se hicieron amigos en 2005, la relación romántica de Rihanna con Chris Brown comenzó en 2007 y terminó por primera vez con el caso de agresión en 2009. Alrededor de las 12:30 a. m. (PT) del 8 de febrero de 2009, Rihanna y su entonces novio Chris Brown, tuvieron una discusión que llegó incluso a violencia física, dejando a Rihanna con lesiones visibles en la cara que requirieron hospitalización. Brown se entregó en la estación de Wilshire, de la policía de Los Ángeles a las 6:30 p. m. (PT), y fue arrestado bajo sospecha de hacer amenazas criminales. Luego del arresto de Brown, la presentación de Rihanna en la entrega de los 51.ª edición de los Premios Grammy fue cancelada. El informe de la policía no nombró a la víctima del incidente como parte de su política de privacidad, pero fuentes de los medios revelaron que la víctima era Rihanna.
Una organización conocida como STOParazzi propuso la «Ley de Rihanna», que de aprobarse, disuadiría a los empleados de organizaciones encargadas de hacer cumplir la ley a no mostrar fotos o información que explote las víctimas de crímenes. Gil Kaufman de VH1 informó que la cobertura sin interrupciones del caso Rihanna/Brown planteó una serie de cuestiones relacionado con la privacidad de las víctimas de la violencia doméstica, incluyendo la decisión de casi todos los principales medios de noticias a divulgar la identidad de la víctima y se discutió la polémica distribución de la fotografía filtrada. El 5 de marzo de 2009, Brown fue acusado de delito grave de agresión y amenazas criminales. Fue procesado el 6 de abril de 2009 y se declaró no culpable por los cargos de agresión y amenazas criminales. Rihanna fue citada a declarar en una audiencia preliminar en Los Ángeles el 22 de junio de 2009. Ese mismo día, Brown se declaró culpable de delito grave y aceptó un acuerdo de la fiscalía. Recibió cinco años de libertad condicional y se le ordenó permanecer cincuenta yardas (46 metros) de distancia de Rihanna, menos en los actos públicos que se reduciría a diez yardas (nueve metros). Varias organizaciones en contra de la violencia doméstica criticaron el acuerdo de culpabilidad, abogando que el castigo no era lo suficientemente grave para el delito que se había cometido.
En noviembre de 2009, Rihanna habló por primera vez sobre el incidente en una entrevista para Good Morning America. Durante la entrevista la cantante describió el incidente como «humillante y traumatizante». Además de expresarse sobre lo ocurrido, Rihanna habló sobre la abusiva relación de sus padres: «Ellos tenían una relación muy abusiva. Mi padre era el abusador. [La golpeó] en numerosas ocasiones [...] fue como [...] no quiero decir que era normal, pero no fue una sorpresa cuando sucedió. Ella nunca fue al hospital [...] una vez, él le rompió la nariz. La violencia domestica es algo que la gente no quiere que nadie lo sepa». En febrero de 2011, a petición del abogado de Brown y con el consentimiento de Rihanna, la jueza Patricia Schnegg modificó la orden de restricción que permitiría a los cantantes aparecer en los mismos eventos de premiaciones. El 1 de noviembre de 2012, se citó a Chris Brown en el tribunal para determinar si había o no violado su libertad condicional después de haber asistido a la misma fiesta que Rihanna, vestido como un terrorista islámico.

## Discografía
- 2005: Music of the Sun
- 2006: A Girl Like Me
- 2007: Good Girl Gone Bad
- 2009: Rated R
- 2010: Loud
- 2011: Talk That Talk
- 2012: Unapologetic
- 2016: Anti

## Filmografía
| Cine - 2006: Bring It On: All or Nothing - 2012: Battleship - 2012: Katy Perry: Part Of Me - 2013: This Is the End - 2014: Annie - 2015: Home - 2017: Valerian and the City of a Thousand Planets - 2018: Ocean's 8 - 2019: Guava Island - 2025: Smurfs | Televisión - 2009-2010, 2012, 2015: Saturday Night Live - 2012: Styled To Rock (versión británica) - 2012: Oprah's Next Chapter - 2013: Styled To Rock (versión estadounidense) - 2015: The Voice - 2017: Bates Motel |

## Giras musicales
| Principales - 2005: Rihanna's Secret Body Spray Tour - 2006: Rihanna: Live In Concert Tour - 2007-2009: The Good Girl Gone Bad Tour - 2010-2011: The Last Girl On Earth Tour - 2011: Loud Tour - 2013: Diamonds World Tour - 2016: Anti World Tour | Otras - 2006: PCD World Tour (Pussycat Dolls) - 2006: Rock Tha Tour - 2008: A Girl's Night Out - 2008: Glow In The Dark Tour (Kayne West, Lupe Fiasco, N.E.R.D y Nas) - 2012: Watch The Trone Tour (Kayne West y Jay-Z) - 2012: 777 Tour - 2014: The Monster Tour (con Eminem) |